# Tramway d'Île-de-France
Le tramway d'Île-de-France  contemporain, organisé par Île-de-France Mobilités, est composé de quinze lignes distinctes, à l'histoire particulière et aux matériels différents. Neuf sont créées de toutes pièces (sur la chaussée) tandis que trois résultent de la modernisation de lignes ferroviaires anciennement sous-exploitées, et deux mixent les deux origines. Les lignes 1, 2, 3a, 3b, 5, 6, 7 et 8 sont exploitées par la RATP, la ligne 10 est exploitée par RATP Cap Île-de-France (via sa filiale RATP Cap Bièvre), les lignes 9, 12 et 13 sont exploitées par Keolis (via ses filiales Keolis Ouest Val-de-Marne et Transkeo), et la ligne 4, la 11 ainsi que la 14 par Stretto (groupement de SNCF Voyageurs avec Keolis).
En plus du métro et du réseau de bus, Paris et sa région possèdent un important réseau de tramway qui fonctionne entre 1855 et 1938 à Paris et jusqu'en 1957 à Versailles. Face à la congestion chronique provoquée par l'automobile, une nouvelle politique de transports tournée vers les transports en commun a été mise en place durant les années 1970, incluant le retour du tramway.
Une première ligne en banlieue parisienne renaît en 1992 entre Saint-Denis et Bobigny dans le département de la Seine-Saint-Denis. Une deuxième apparaît en 1997, issue de la reconversion de la ligne des Coteaux, dans les Hauts-de-Seine. Deux autres sont ouvertes en 2006, une marquant le retour du tramway à Paris, qui sera prolongée et scindée en deux en 2012, et une ligne de tramway (bien que parcourue exclusivement par du matériel tram-train) en Seine-Saint-Denis. Depuis, plusieurs lignes supplémentaires sont en projet annonçant un fort développement de ce mode de transport durant les années 2010. Deux lignes ouvrent en 2013 dont une qui marque l'arrivée du tramway sur pneumatiques en région parisienne. L'année suivante, deux nouvelles lignes voient le jour dont la deuxième ligne sur pneumatiques. Trois nouvelles lignes de tram-train voient ensuite le jour en 2017, 2022 et 2023 et deux autres lignes classiques en 2021 et 2023. En parallèle, en raison des coûts importants de création de nouvelles lignes de tramway, la région Île-de-France privilégie l'aménagement de lignes de bus à haut niveau de service (BHNS).

## Histoire

### Ancien tramway d'Île-de-France
Historiquement, de nombreux tramways circulent dans Paris, puis en proche banlieue (notamment dans l'ancien département de la Seine) et précèdent le métro de plusieurs décennies. Ce réseau a fonctionné entre 1855 et 14 mars 1937 à Paris et le 14 août 1938 en proche banlieue ; il a subsisté jusqu'en 1957 pour ce qui est du tramway de Versailles. D'autres lignes isolées du réseau parisien ont également existé en grande banlieue et ont également toutes disparu à la même époque.
Au cours de son histoire, ce réseau, exploité par de nombreuses compagnies telles que la Compagnie générale des omnibus (CGO), a fait appel à diverses technologies de propulsion au fur et à mesure de l'évolution des techniques : d'abord hippomobile, puis à traction à vapeur et ensuite à air comprimé. Le réseau fut finalement électrifié, mais dut faire appel pour l'alimentation des motrices à diverses technologies, telles que plots et caniveaux, afin d'éviter l'installation de caténaires dans Paris, considérées comme inesthétiques par le conseil municipal.
Le réseau de tramways de la région parisienne est démantelé au cours des années 1930 lorsqu'il est jugé inadapté et contraignant vis-à-vis du développement de l'automobile et de l'autobus, sous la pression des lobbies pétrolier et industriel automobile.

### Retour en Île-de-France

Carte animée de l'évolution des infrastructures ferroviaires dans l'agglomération parisienne, dont celle des anciens et actuels tramways, de 1835 à nos jours.

La politique du tout automobile des années 1960/70 provoque des encombrements de plus en plus importants. Les politiques d'élargissement des rues, souvent au détriment des piétons, ou de création de nouveaux parcs de stationnement ne permettent pas d'endiguer cette hausse constante, ces aménagements amenant encore plus de véhicules dans un cycle vicieux devenu infernal. Le réseau d'autobus est lui aussi victime de cette paralysie croissante de la voirie et ne constitue plus une solution alternative efficace. Toutefois, la mise en place des premiers couloirs réservés donne des résultats encourageants.
Après le premier choc pétrolier de 1973, une réflexion est menée sur la politique des transports urbains. En 1975, le rapport de Marcel Cavaillé, secrétaire d'État aux Transports, marque une date importante dans le renouveau du tramway en France. Ce dernier est envoyé aux villes de Bordeaux, Grenoble, Nancy, Nice, Rouen, Strasbourg, Toulon et Toulouse, et leur demande d'étudier la création de lignes de tramway en site propre. Dans le même temps, un concours est lancé pour la conception du tramway français standard auprès de plusieurs constructeurs de matériel roulant ferroviaire. Mais c'est, en fin de compte, une ville qui n'avait pas été contactée, Nantes, qui devient la pionnière du tramway moderne en France. La première ligne du réseau nantais est mise en service en 1985. Grenoble ouvre sa première ligne en 1987. Toutes les villes concernées, excepté Toulon qui a choisi un BHNS, ont depuis créé un réseau moderne de tramway, Nancy ayant fait le choix du tramway sur pneumatiques, en dépit de ses inconvénients.
Le schéma directeur d'aménagement et d'urbanisme de la région parisienne évoque en juillet 1976 la création de lignes de rocade au nord et au sud de l'agglomération pour faciliter les liaisons de banlieue à banlieue en croissance constante. Un schéma directeur des sites propres est dessiné par la RATP à la demande de la direction régionale de l'équipement, notamment le long de la N 186 dont le trafic routier doit être, à terme, fortement délesté par la mise en service progressive de l'autoroute A86. En 1977, l'Institut d'aménagement et d'urbanisme de la région d'Île-de-France (IAURIF) reçoit pour mission de la direction régionale de l'équipement d'Île-de-France d'étudier la création de deux lignes de rocade structurantes en banlieue, dont une relierait le quartier d'affaires de La Défense, à l'ouest, à la préfecture de la Seine-Saint-Denis, Bobigny, à l'est. L'institut propose le tramway, dont la capacité est supérieure au bus, et dispose de plusieurs autres avantages, dont le faible bruit, l'absence de pollution directe et l'adaptation possible au trafic ainsi qu'aux handicapés grâce au plancher bas. Le tramway semble parfaitement adapté aux liaisons de banlieue à banlieue, dont le trafic ne justifie pas la création d'une ligne de métro, mais dont le trafic est trop élevé pour une simple ligne de bus.

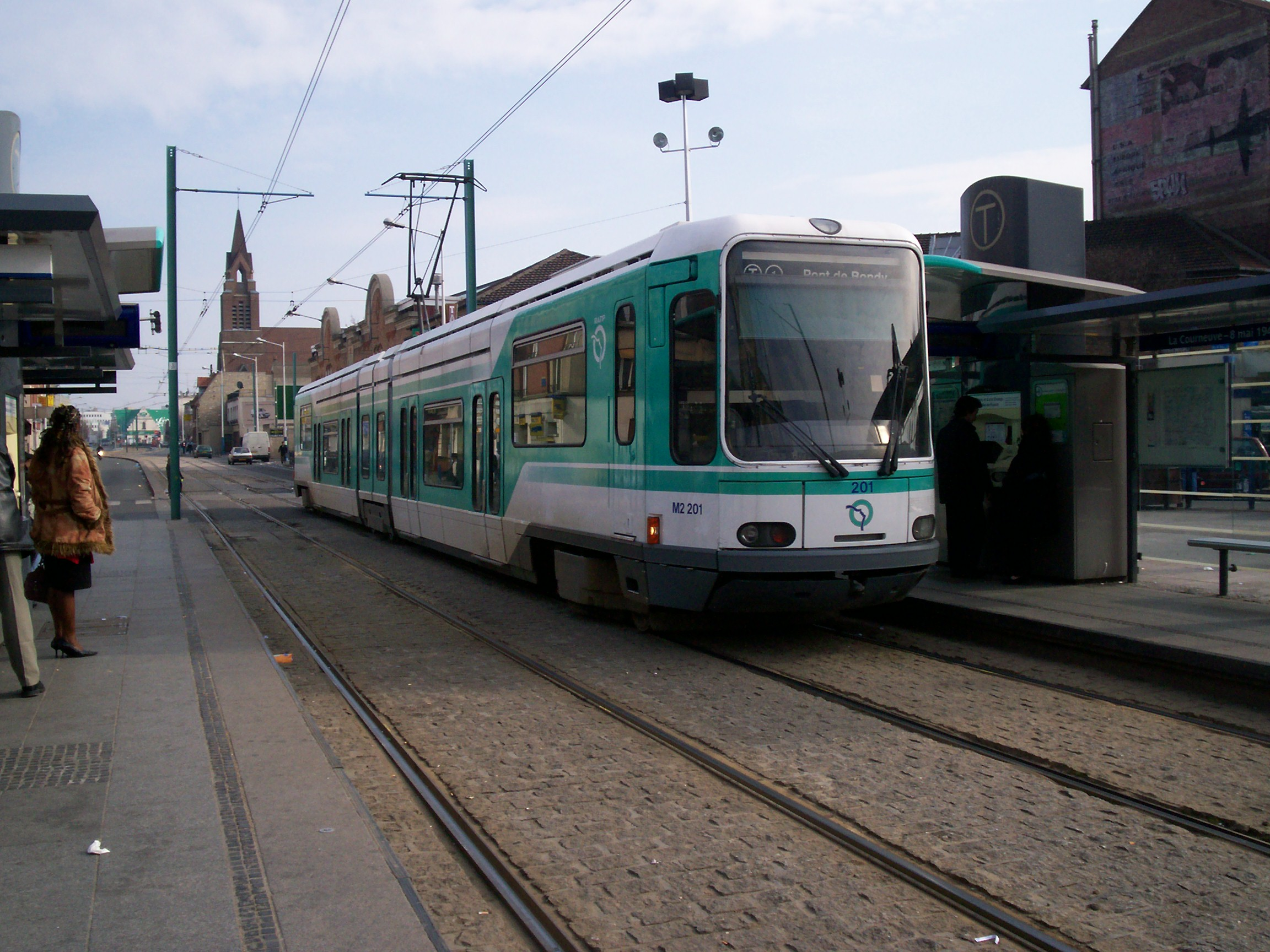
Une rame TFS de la ligne T1 entrant à la station La Courneuve - 8 Mai 1945, en mars 2006.

En 1980, l'IAURIF étudie plus particulièrement la liaison Saint-Denis – Bobigny, première étape de la rocade, en partenariat avec la RATP, qui reste pour sa part assez réservée quant au mode de transport, le seuil de trafic attendu semblant incertain pour assurer la rentabilité d'un tramway. Le conseil général de la Seine-Saint-Denis s'engage alors fortement en faveur du projet, d'autant que la victoire de la gauche à l'élection présidentielle de 1981 favorise son aboutissement. En 1982, la RATP met en œuvre avec la DDE 93 une première étude de faisabilité d'un projet de tramway.
Le retour du tramway en milieu urbain entraîne le développement d'un nouveau type de rail, bien adapté au milieu urbain, le rail Broca ou « rail à gorge ».
La ligne entre Bobigny et Saint-Denis, dans le département de la Seine-Saint-Denis, est déclarée d'utilité publique et finalement mise en service en deux étapes au cours de l'année 1992 après plusieurs péripéties administratives. Alors que seuls la RATP et les élus communistes du Conseil général croyaient vraiment au projet, la rapide montée en puissance de la nouvelle ligne T1, alors longue de neuf kilomètres, marque le retour du tramway en Île-de-France après 35 ans d'absence. Ce succès incite l'État et la région Île-de-France à réorienter les financements : le projet de rocade de métro Orbitale 1, pourtant inscrite au SDRIF de 1994, est abandonné au profit du tramway, dont le coût au kilomètre est trois fois moins élevé.
Les grandes grèves de la RATP de 1995 marquent un tournant. Jean Tiberi, alors maire RPR de Paris, se prononce en faveur du retour du tramway dans Paris. Il fait suite à la relance du débat par les membres parisiens de l'ancien parti politique Les Verts, et plus particulièrement à l'acharnement du seul élu Vert du conseil de Paris, Jean-François Ségard, qui, dès sa nomination en juin 1992, se fait le porte-parole de la réintroduction du tramway dans les rues de la capitale. Ce dernier organise d'ailleurs le 26 octobre 1993, au sein même de l'hôtel de ville, un colloque sur ce sujet. Pour la première fois, élus (toutes tendances), techniciens, associatifs débattent ensemble de l'avenir du tramway dans Paris.
En 1997, autre ville non-contactée par Paris, Lyon lance avec ses nouveaux tramways le premier "Plan de Déplacements Urbain" en France, elle aussi suivie par Nantes, Nice et d'autres villes. (Source : les Échos, "Le Grand-Lyon rénove la ville sur le passage du tramway", 22 mai 2000)
À Paris, l'ancienne ligne de Puteaux à Issy-Plaine dite ligne des Coteaux, dans les Hauts-de-Seine à l'ouest de Paris, est convertie en ligne de tramway et connaît elle aussi le succès. Fin 2006, la ligne de Bondy à Aulnay-sous-Bois dite ligne des Coquetiers en Seine-Saint-Denis est à son tour convertie en ligne de tramway. Exploitée par la SNCF, elle est parcourue par du matériel tram-train, permettant les mouvements techniques sur le réseau classique afin d'accéder aux ateliers de maintenance de Noisy-le-Sec. Un mois plus tard, après soixante-neuf ans d'absence, la ligne T3 marque le grand retour du tramway à Paris. Elle est inaugurée le 16 décembre 2006 par Bertrand Delanoë (maire PS de la capitale). Elle est six ans plus tard prolongée et scindée en deux lignes, T3a et T3b.
En 2013, deux lignes sont ouvertes au public. La première, la ligne T5, première ligne de tramway sur pneumatiques d'Île-de-France, est mise en service le 29 juillet 2013 entre la station Marché de Saint-Denis (tramway d'Île-de-France) (Seine-Saint-Denis) et la gare de Garges - Sarcelles (Val-d'Oise). La seconde, la ligne T7, est mise en service le 16 novembre 2013 entre la station de métro Villejuif - Louis Aragon (Val-de-Marne) et Athis-Mons (station Athis-Mons - Porte de l'Essonne) ; son extension jusqu'à Juvisy-sur-Orge est prévue à l'horizon 2021.
Un an plus tard deux autres lignes ouvrent, la ligne T6 le 13 décembre 2014 entre Châtillon - Montrouge et Vélizy-Villacoublay (cette ligne étant prolongée depuis le 28 mai 2016 à la gare de Viroflay-Rive-Droite) et la ligne T8 le 16 du même mois entre Saint-Denis - Porte de Paris et Épinay-sur-Seine, d'une part, et Villetaneuse, d'autre part, ce qui en fait le premier tramway de la région à posséder deux branches. Le 1er juillet 2017, la ligne T11 est mise en service entre les gares d'Épinay-sur-Seine et du Bourget. Puis, le 10 avril 2021, la ligne T9 ouvre entre la Porte de Choisy et Orly - Gaston Viens.
Le 24 juin 2023, la ligne T10 est mise en service entre Clamart - Jardin Parisien et la gare de La Croix de Berny.
En 2025, le réseau de tramway, qui compte 15 lignes et couvre 196 km, est en partie saturé. Les projets de tramway avancent assez vite dans Paris, moins vite en petite couronne et encore plus lentement en grande couronne.

## Le réseau actuel

### Principales caractéristiques

Logo du tramway d'Île-de-France mis en place à partir de 1992.
Logo du tramway d'Île-de-France mis en place à partir de 2019.

En 2025, le réseau d'Île-de-France comporte quinze lignes en activité, toutes situées à la périphérie de la ville de Paris ou dans la proche banlieue parisienne. Ces différentes lignes sont peu connectées entre elles et chacune possède son propre dépôt et son matériel spécifique, parfois incompatible avec les autres lignes. Cependant, les lignes T3a et T3b sont interconnectées au niveau de la porte de Vincennes et possèdent un matériel utilisable sur chacune des deux lignes. Ces quinze lignes ne constituent donc pas de fait un véritable réseau cohérent.
Les lignes T1, T2, T3a, T3b, T5, T6, T7 et T8 sont exploitées par la RATP, la ligne T10 est exploitée par RATP Cap Île-de-France (via sa filiale RD Bièvre), les lignes T4, T11 et T14 sont exploitées par Stretto (groupement SNCF Voyageurs - Keolis) et les lignes T12 et T13 sont exploitées par Transkeo. Concernant la ligne T9, elle est la première ligne ouverte à la concurrence préalablement à sa mise en service : en 2019, Île-de-France Mobilités confie son exploitation à Keolis via sa filiale Keolis Ouest Val-de-Marne.
| Ligne | Parcours                                                                 | Mise en service | Longueur de la ligne (km) | Nombre de stations | Gestionnaire d'infrastructure | Exploitant                | Matériel                       | Nombre de rames | Nombre de voyageurs en millions (2024) | Extension prévue |
| ----- | ------------------------------------------------------------------------ | --------------- | ------------------------- | ------------------ | ----------------------------- | ------------------------- | ------------------------------ | --------------- | -------------------------------------- | ---------------- |
| (1)   | Asnières-Quatre Routes ↔ Noisy-le-Sec                                    | 1992            | +017,9                    | 37                 | RATP Infrastructures          | RATP                      | TFS Citadis 305                | 35              | 47                                     | 17,9 km + 6,6 km |
| (2)   | Pont de Bezons ↔ Porte de Versailles                                     | 1997            | +017,9                    | 24                 | RATP Infrastructures          | RATP                      | Citadis 302 (rames couplables) | 66              | 65                                     |                  |
| (3a)  | Pont du Garigliano ↔ Porte de Vincennes                                  | 2006            | +012,4                    | 25                 | RATP Infrastructures          | RATP                      | Citadis 402                    | 72              | 66                                     |                  |
| (3b)  | Porte de Vincennes ↔ Porte Dauphine                                      | 2012            | +017,5                    | 33                 | RATP Infrastructures          | RATP                      | Citadis 402                    | 72              | 75                                     |                  |
| (4)   | Aulnay-sous-Bois / Hôpital de Montfermeil ↔ Bondy                        | 2006            | +013,3                    | 20                 | SNCF Réseau                   | Stretto                   | Citadis Dualis (Tram-train)    | 26              | 20                                     | 6,5 km           |
| (5)   | Marché de Saint-Denis ↔ Garges - Sarcelles                               | 2013            | +006,6                    | 16                 | RATP Infrastructures          | RATP                      | Translohr STE3                 | 17              | 20                                     |                  |
| (6)   | Châtillon - Montrouge ↔ Viroflay-Rive-Droite                             | 2014            | +014,                     | 21                 | RATP Infrastructures          | RATP                      | Translohr STE6                 | 21              | 21                                     |                  |
| (7)   | Villejuif - Louis Aragon ↔ Athis-Mons - Porte de l'Essonne               | 2013            | +011,2                    | 18                 | RATP Infrastructures          | RATP                      | Citadis 302                    | 19              | 10                                     | 3,7 km           |
| (8)   | Saint-Denis – Porte de Paris ↔ Villetaneuse-Université / Épinay-Orgemont | 2014            | +008,5                    | 17                 | RATP Infrastructures          | RATP                      | Citadis 302                    | 20              | 17                                     | 5,6 km           |
| (9)   | Porte de Choisy ↔ Orly - Gaston Viens                                    | 2021            | +010,3                    | 19                 | Keolis Ouest Val-de-Marne     | Keolis Ouest Val-de-Marne | Citadis 405                    | 22              | 21                                     |                  |
| (10)  | Clamart - Jardin Parisien ↔ La Croix de Berny                            | 2023            | +006,8                    | 13                 | RATP Cap Bièvre               | RATP Cap Bièvre           | Citadis 405                    | 13              | 5                                      | 3,1 km à 3,9 km  |
| (11)  | Épinay-sur-Seine ↔ Le Bourget                                            | 2017            | +011,                     | 7                  | SNCF Réseau                   | Stretto                   | Citadis Dualis (Tram-train)    | 15              | 12                                     | 17 km            |
| (12)  | Évry-Courcouronnes ↔ Massy - Palaiseau                                   | 2023            | +020,4                    | 16                 | SNCF Réseau / Transkeo        | Transkeo                  | Citadis Dualis (Tram-train)    | 25              |                                        |                  |
| (13)  | Saint-Germain-en-Laye ↔ Saint-Cyr                                        | 2022            | +018,8                    | 12                 | SNCF Réseau                   | Transkeo                  | Citadis Dualis (Tram-train)    | 11              | 3                                      | 10 km            |
| (14)  | Esbly ↔ Crécy-la-Chapelle                                                | 2025            | +009,9                    | 5                  | SNCF Réseau                   | Stretto                   | Citadis Dualis (Tram-train)    | 15              |                                        |                  |

### T1: Asnières-Quatre Routes – Gare de Noisy-le-Sec

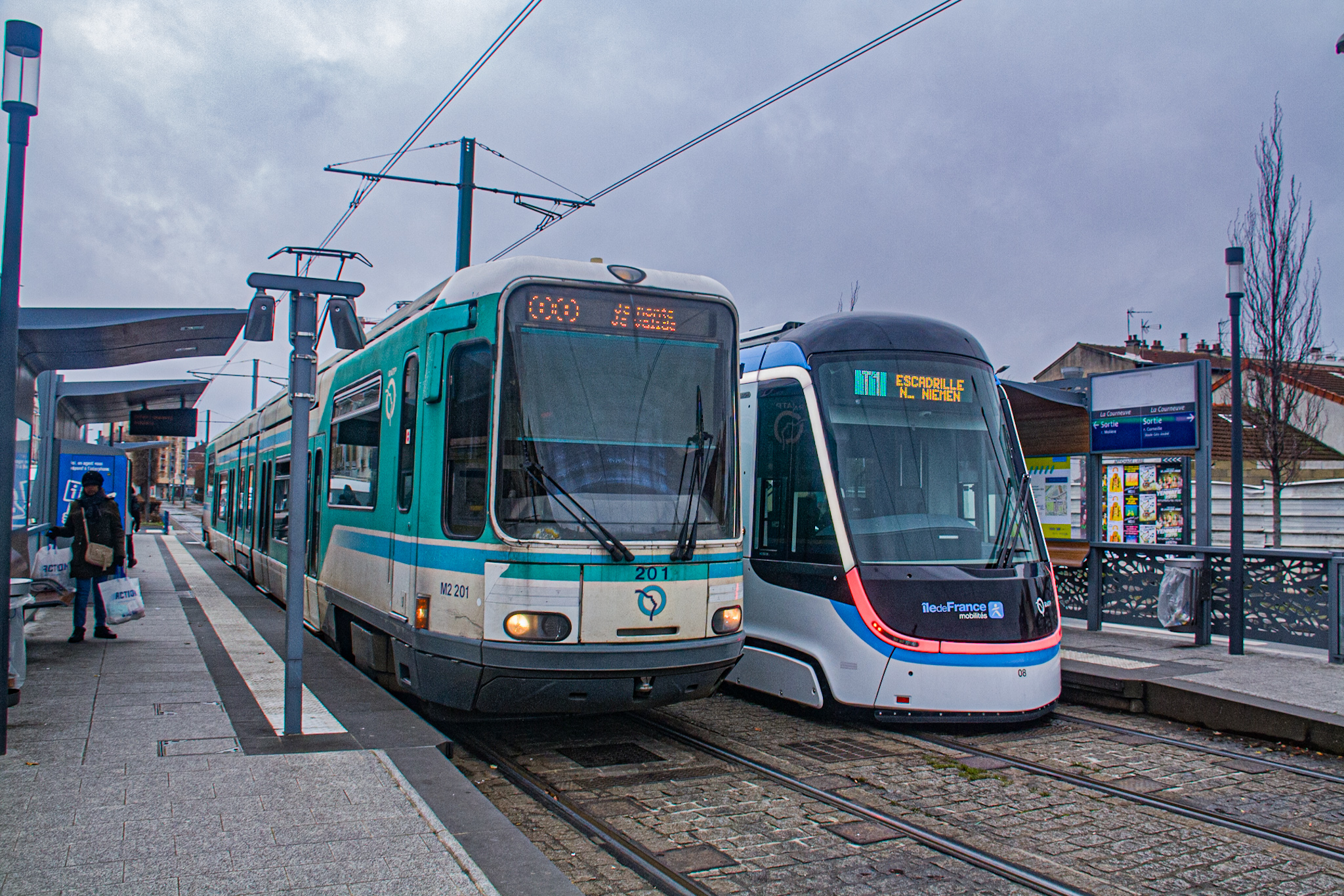
Une rame TFS et Citadis 305 à la station Stade Géo André, en décembre 2024.

La ligne T1 est une ligne exploitée par la RATP reliant Asnières-sur-Seine, dans les Hauts-de-Seine, à Noisy-le-Sec, en Seine-Saint-Denis, au nord de Paris. Elle est la première ligne du tramway moderne de la région parisienne.
Elle est mise en service en 1992 entre Saint-Denis et Bobigny et marque le grand retour du tramway dans la région après trente-cinq ans d'absence. La ligne est prolongée à l'est jusqu'à Noisy-le-Sec en décembre 2003 puis à l'ouest jusqu'à Asnières - Gennevilliers en novembre 2012 et enfin à Asnières - Quatre Routes en novembre 2020 et dessert depuis cette date trente-sept stations. La ligne, qui a rencontré un rapide succès, transporte en moyenne 115 000 voyageurs chaque jour de semaine.
La ligne est équipée de trente-cinq rames du matériel Tramway français standard (TFS) (GEC Alsthom), entretenues par les ateliers de maintenance de Bobigny, communs avec la ligne 5 du métro, et est gérée par le centre bus des Pavillons-sous-Bois.
À partir de 2024, les TFS sont progressivement remplacées par des Alstom Citadis 305,.

### T2: Pont de Bezons – Porte de Versailles

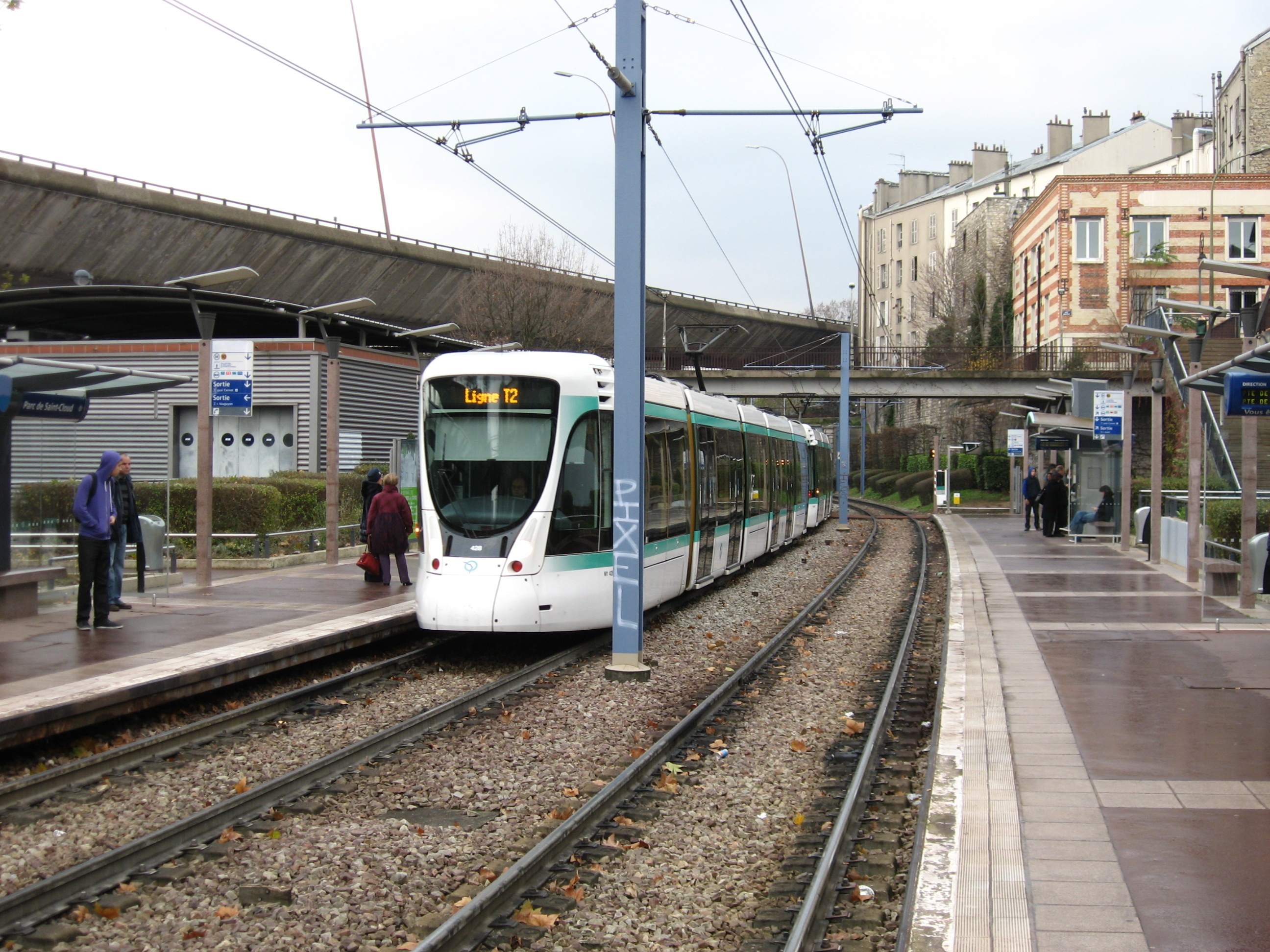
Une unité multiple de Citadis 302 entrant à la station Parc de Saint-Cloud, en décembre 2009.

La ligne T2, dite « Trans Val-de-Seine », est une ligne exploitée par la RATP reliant le pont de Bezons à la Porte de Versailles en passant par le quartier de La Défense et le Val de Seine à Issy-les-Moulineaux.
Elle emprunte sur la majorité de son parcours, le trajet de l'ancienne ligne SNCF des Coteaux 
qui reliait la gare de Puteaux à la gare d'Issy-Val de Seine, également appelée Ligne des Moulineaux, remise en état et adaptée. Elle a été mise en service en 1997 entre La Défense et Issy-Val de Seine puis prolongée en 2009 au sud, d'Issy à la Porte de Versailles, et enfin en 2012 au nord, de La Défense au pont de Bezons.
La ligne est équipée de soixante-six rames Citadis 302, circulant en unité multiple (de deux) depuis 2005, portant ainsi la capacité maximale de chaque tram à 440 places, afin de faire face au succès de la ligne, fréquentée quotidiennement par 81 400 personnes. Les rames sont entretenues par les ateliers d'Issy-les-Moulineaux et par ceux de La Marine à Colombes. La ligne est gérée par le centre bus de Paris Sud-Ouest, site de Point-du-Jour.

### T3a: Pont du Garigliano – Porte de Vincennes

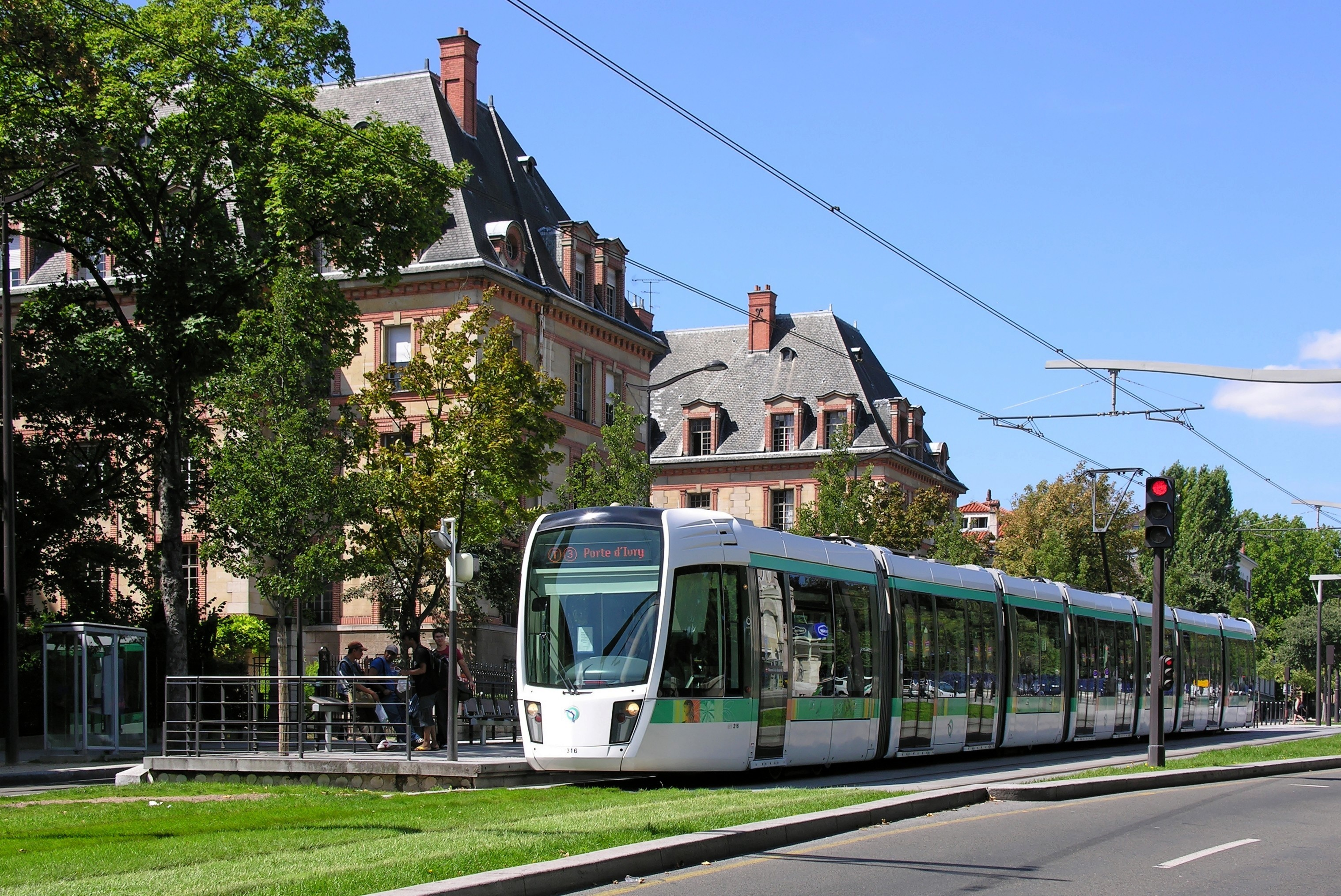
Une rame Citadis 402 à la station Cité universitaire, en août 2010.

La ligne T3a est une ligne exploitée par la RATP reliant le pont du Garigliano (ouest du 15e arrondissement) à la porte de Vincennes. Mise en service le 16 décembre 2006, elle était jusqu'au 14 décembre 2012 dénommée ligne T3 et avait son terminus oriental basé à la Porte d'Ivry (dans le sud-est du 13e arrondissement).
Elle est surnommée « tramway des Maréchaux sud » parce qu'elle emprunte les boulevards des Maréchaux au sud de Paris, remplaçant une portion de la ligne d'autobus PC (Petite Ceinture). Sa mise en service marqua le grand retour du tramway sur le territoire de la ville de Paris après soixante-neuf ans d'absence.
La ligne était équipée de vingt et une rames Citadis 402 en 2011, entretenues par les ateliers de Lucotte. Elle est gérée par le centre bus Croix-Nivert. Le trafic atteint en moyenne 112 000 voyageurs par jour ouvrable.
Depuis décembre 2012, la ligne T3a est en correspondance avec la ligne T3b qui a pour terminus - depuis 2024 - la Porte Dauphine. Cette exploitation en deux arcs est destinée à assurer une meilleure régularité tout en évitant les situations de congestion. Cependant, elle occasionne pour les voyageurs un changement de rame à Porte de Vincennes, et une traversée du Cours de Vincennes à pied afin de relier les deux arrêts.

### T3b: Porte de Vincennes – Porte Dauphine

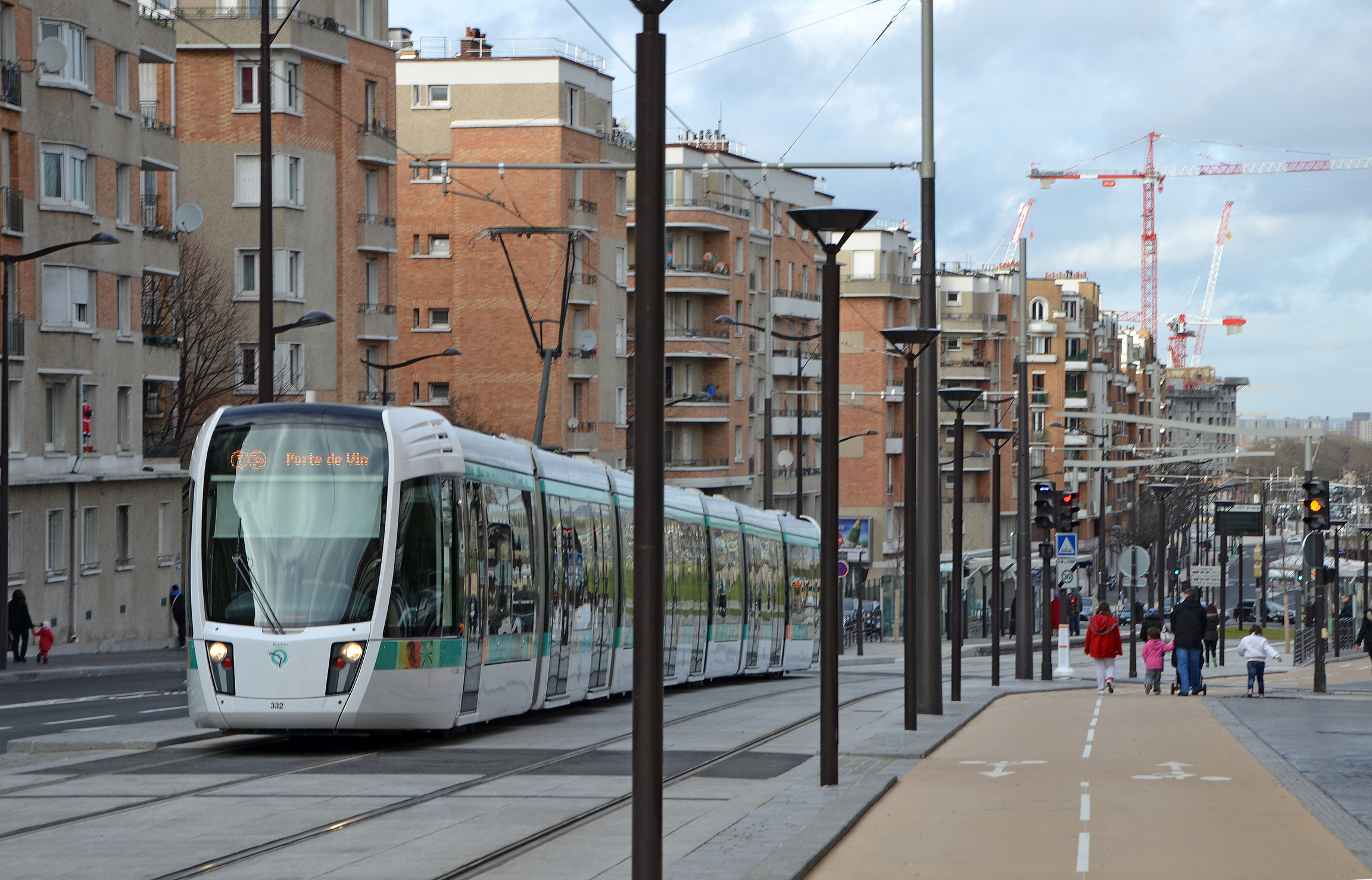
Une rame Citadis 402 passant près de la porte Chaumont, en décembre 2012.

La ligne T3b est une ligne exploitée par la RATP reliant la porte de Vincennes à la porte Dauphine. Inaugurée le 14 décembre 2012 entre cette première porte et la porte de la Chapelle, elle est d'abord prolongée le 24 novembre 2018 jusqu'à la porte d'Asnières avant d'atteindre son terminus actuel le 5 avril 2024.
Elle est surnommée « tramway des Maréchaux est » parce qu'elle emprunte les boulevards des Maréchaux à l'est de Paris, remplaçant une portion de la ligne d'autobus PC (Petite Ceinture). Elle les quitte cependant entre la porte de Pantin et la porte de la Villette, afin de desservir les Grands Moulins de Pantin et d'offrir une correspondance avec le RER E à la gare de Pantin. Ceci fut fait avant l'ouverture en décembre 2015 de la gare Rosa-Parks un peu plus à l'ouest.
La ligne est équipée de vingt-cinq rames Citadis 402, entretenues par les ateliers du stade Jules-Ladoumègue.
Depuis sa mise en service, la ligne T3b est en correspondance avec la ligne T3a, ancienne T3 prolongée depuis la porte d'Ivry. Cette exploitation en deux arcs est destinée à assurer une meilleure régularité tout en évitant les situations de congestion. Cependant, elle occasionne pour les voyageurs un changement de rame à Porte de Vincennes, et une traversée du Cours de Vincennes à pied afin de relier les deux arrêts.

### T4: Gare d'Aulnay-sous-Bois / Hôpital de Montfermeil – Gare de Bondy

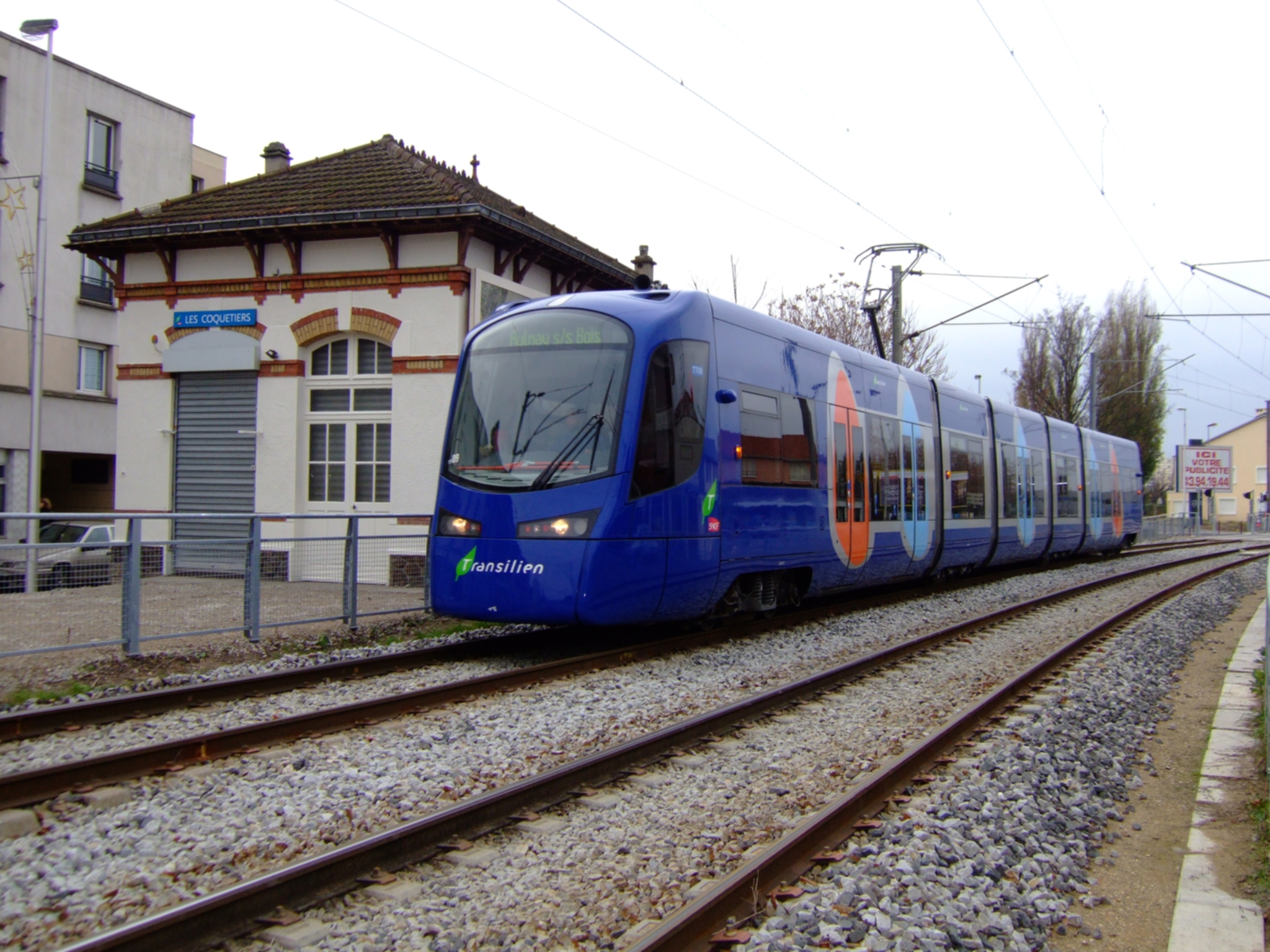
Une rame Avanto passant devant l'ancien bâtiment voyageurs de la gare des Coquetiers situé à Villemomble, en décembre 2006.

La ligne T4 est une ligne de tramway créée le 20 novembre 2006. Elle est exploitée par la SNCF en reliant la gare d'Aulnay-sous-Bois — ainsi que la branche ayant pour terminus hôpital Montfermeil qui est située à Montfermeil — à la gare de Bondy, dans le département de la Seine-Saint-Denis en Île-de-France, depuis le 14 décembre 2019, puis prolongé le 31 août 2020 à Hôpital de Montfermeil.
Reliant les réseaux ferrés Nord et Est, elle est issue de la transformation et de la mise à double voie de la ligne des Coquetiers ouverte en 1875. Victime d'une importante désaffection du public due à la faiblesse de sa desserte et de ses performances, source de nombreux problèmes de circulation à cause de ses passages à niveaux, la ligne a été fermée en décembre 2003 avant de renaître après d'importants travaux de réhabilitation sous la forme d'une ligne de tramway. Elle devient en 2006 la première ligne française à exploiter du matériel tram-train. Les objectifs fixés à 40 000 voyageurs par jour à terme ne sont pas encore atteints : ils n'étaient que 29 000 en octobre 2007 et 30 000 en 2009. En mai 2017, après la première décennie de fonctionnement du T4, le bilan est jugé « catastrophique » par le nouveau directeur des lignes E, P et T4, avec une dégradation progressive de sa régularité qui a chuté de 20 points en 5 ans pour tomber fin 2016 à 74,5 %.
La ligne est originellement équipée de 15 rames Avanto, entretenues initialement dans les ateliers du Technicentre de Paris-Est, situé à Noisy-le-Sec, puis depuis 2016 dans un nouveau site de maintenance spécialement construit pour les tram-trains, toujours à Noisy-le-Sec qui accueille aussi les Alstom Citadis Dualis du T11,,. À l'ouverture de la branche vers Montfermeil en 2019, la ligne reçoit 15 Citadis Dualis pour l'exploitation de cette nouvelle section. Une commande supplémentaire de ce dernier modèle permet de remplacer entièrement les trains Avanto de la ligne. Le dernier tramway Siemens quitte la ligne en 2023. Depuis cette date, le parc est composé de 26 Alstom Citadis Dualis.

### T5: Marché de Saint-Denis – Garges - Sarcelles RER

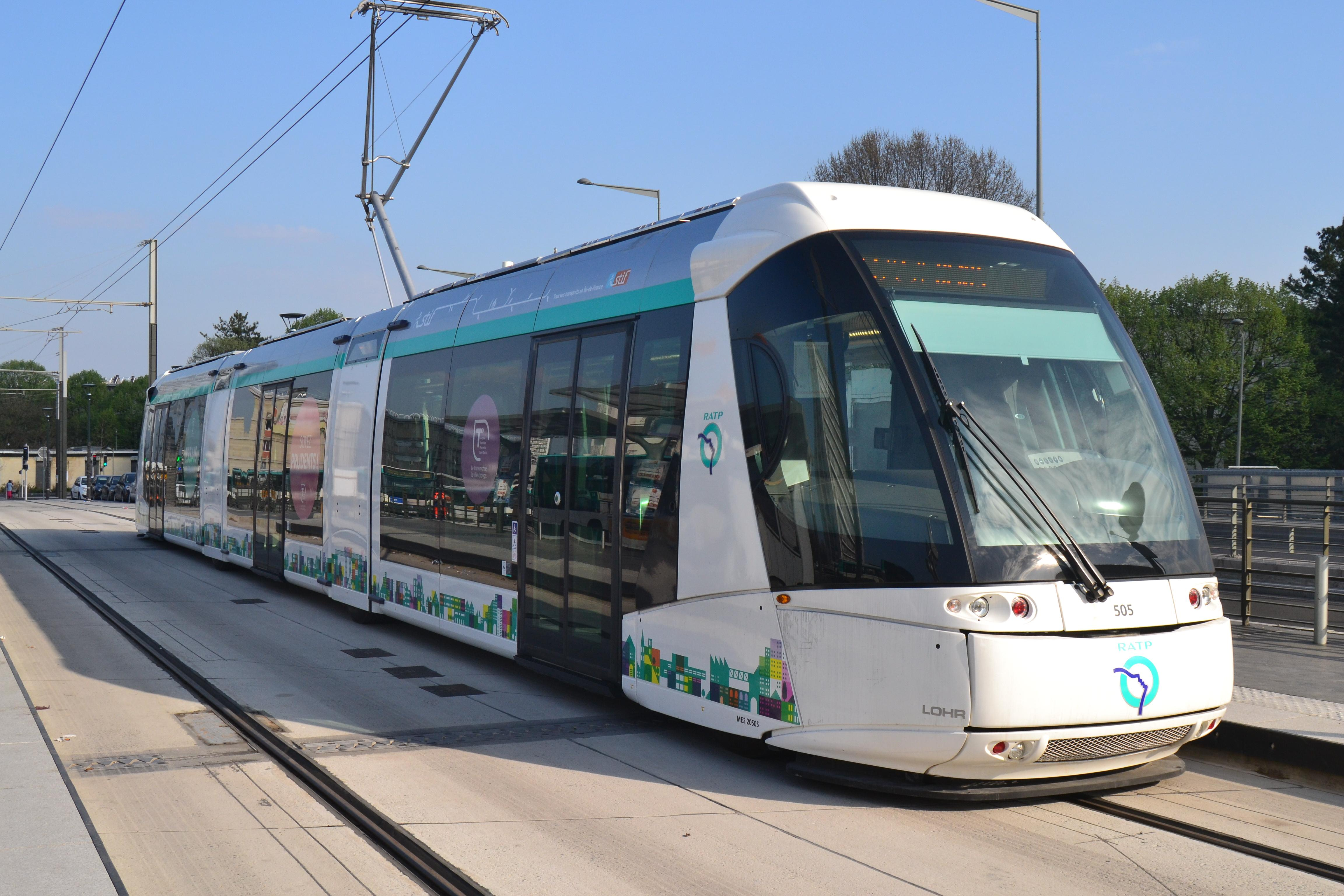
La rame Translohr STE3 no 505, durant ses essais, en avril 2013.

La ligne T5 est la première ligne de tramway sur pneumatiques d'Île-de-France, une technologie faisant l'objet de vives critiques. Exploitée par la Régie autonome des transports parisiens (RATP), elle relie la station Marché de Saint-Denis (tramway d'Île-de-France) (Seine-Saint-Denis) à la gare de Garges - Sarcelles (Val-d'Oise) depuis le 29 juillet 2013, après six années de travaux et avec beaucoup de retard,,.
La ligne est équipée initialement de 15 rames (17 en 2019 et 19 attendues en 2020) de tramway sur pneumatiques Translohr de type STE3, entretenues par les ateliers de Pierrefitte-sur-Seine. Elle est gérée par le centre bus de Saint-Denis.

### T6: Châtillon - Montrouge – Gare de Viroflay-Rive-Droite

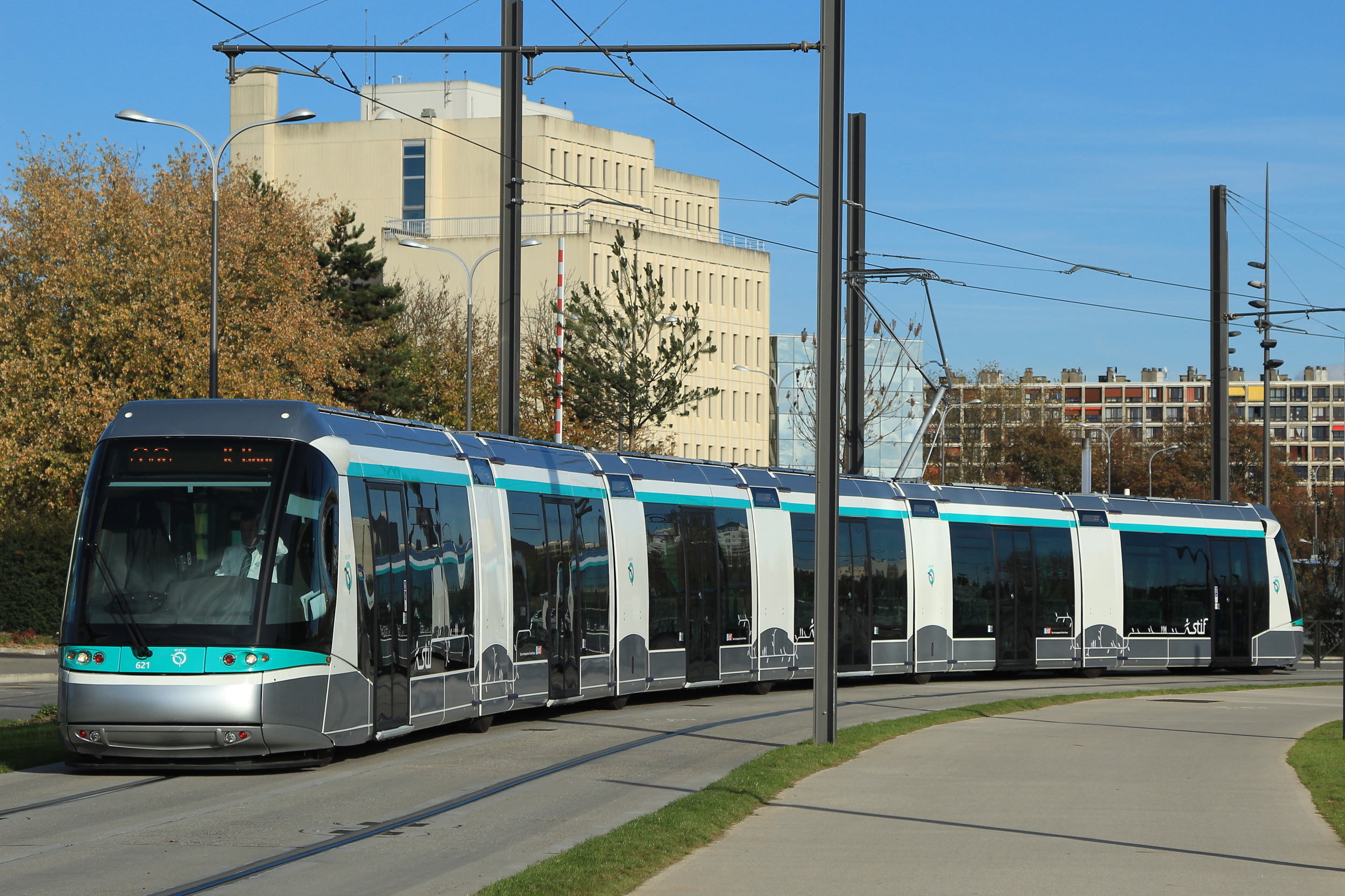
Rame de la ligne T6 entre les stations Vélizy 2 et Dewoitine.

La ligne T6, également ligne de tramway sur pneumatiques, longue de 14 km et comprenant vingt-et-une stations, relie depuis le 13 décembre 2014 la station Châtillon - Montrouge, terminus de la ligne 13 du métro, à la gare de Viroflay-Rive-Droite après la prolongation du 28 mai 2016 depuis Robert Wagner. Cette ligne est équipée de vingt-et-une rames de tramway sur pneumatiques Translohr de type STE6, entretenues par les ateliers de Vélizy-Villacoublay. Elle est gérée par le centre bus Seine-Rive Gauche.
Déclarée d'utilité publique le 9 février 2006 afin de remplacer une ligne de bus 295 saturée et lente, les travaux préparatoires commencent durant l'été 2008, avant que l'inauguration de la ligne, prévue initialement pour 2011 et 2012 dans son intégralité, ne soit reportée à la fin 2014 pour la seule section en surface. Tout comme le T5, le choix de la technologie sur pneus et le tracé de la ligne ont fait l'objet de contestations d'écologistes, d'associations et d'élus, dénonçant en particulier le surcoût engendré par la technologie retenue par les élus des Hauts-de-Seine pour une fiabilité aléatoire.
Cette ligne dessert notamment le centre commercial Vélizy 2, les quartiers enclavés de Meudon-la-Forêt et de Vélizy-Villacoublay ainsi que la ville de Clamart.
Le 28 mai 2016, avec l'entrée en service du tunnel de Viroflay, long de 1,6 km, la ligne est prolongée de deux stations souterraines : Viroflay-Rive-Gauche (Transilien Paris Montparnasse et RER C) et Viroflay-Rive-Droite (Transilien Paris Saint-Lazare).

### T7: Villejuif - Louis Aragon – Porte de l'EssonneAthis-Mons

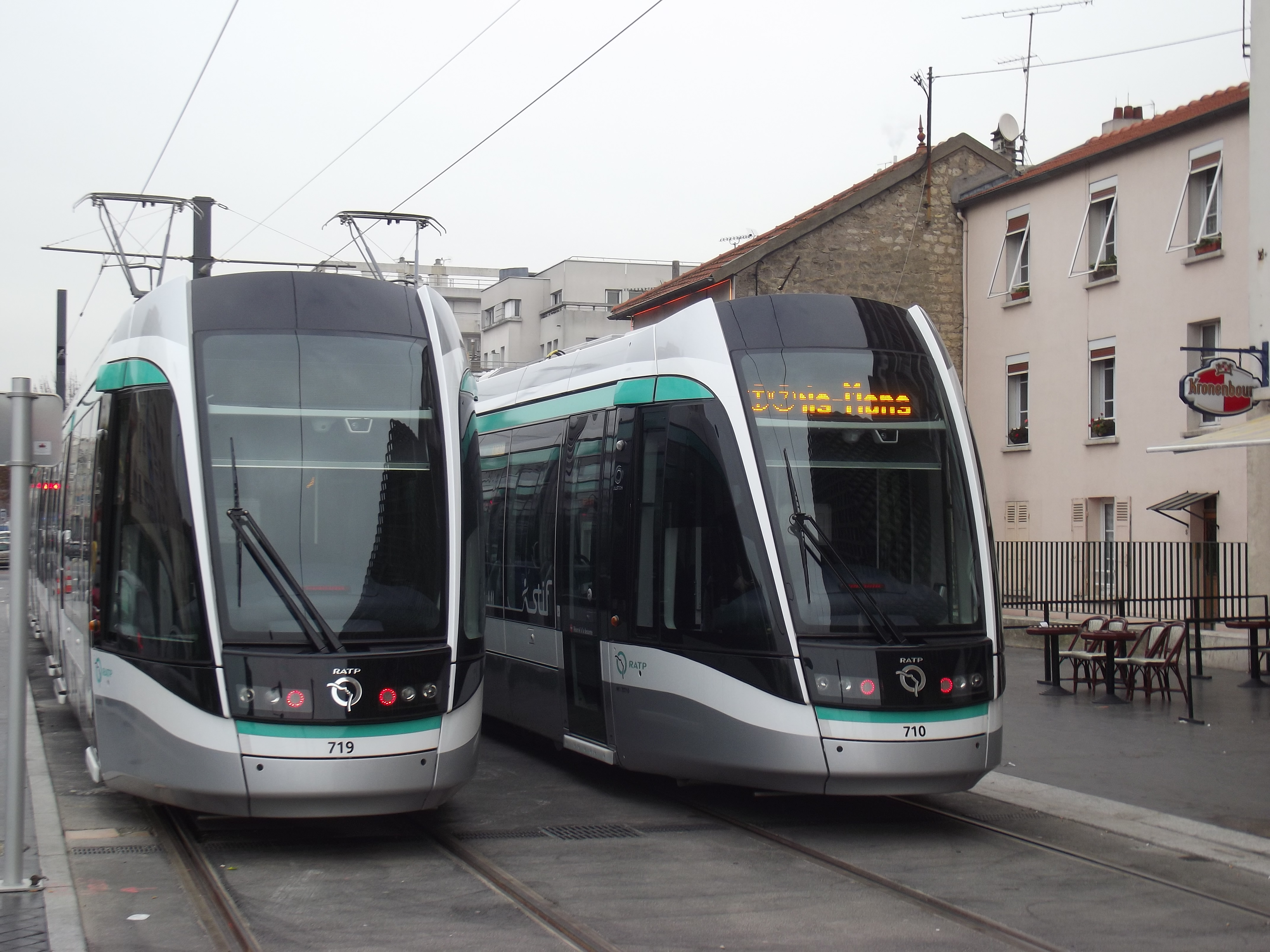
Les rames Citadis 302 nos 710 et 719, à la station Villejuif - Louis Aragon, en novembre 2013.

La ligne T7 est une ligne exploitée par la Régie autonome des transports parisiens (RATP), qui relie depuis le 16 novembre 2013, la station de métro Villejuif - Louis Aragon à l'extrémité nord-ouest de la commune d'Athis-Mons (station Athis-Mons - Porte de l'Essonne), en suivant largement le tracé de la route nationale 7. Les travaux doivent commencer fin 2016 pour prolonger la ligne au sud jusqu'à Juvisy-sur-Orge. Elle devrait transporter chaque jour 36 000 personnes, selon les estimations.
La ligne est équipée de dix-neuf rames Citadis 302, entretenues par les ateliers de Vitry-sur-Seine.
Elle dessert notamment le marché de Rungis, le centre commercial Belle Épine, la gare de Rungis - La Fraternelle et l'aéroport d'Orly.

### T8: Saint-Denis - Porte de Paris – Épinay-Orgemont / Villetaneuse-Université

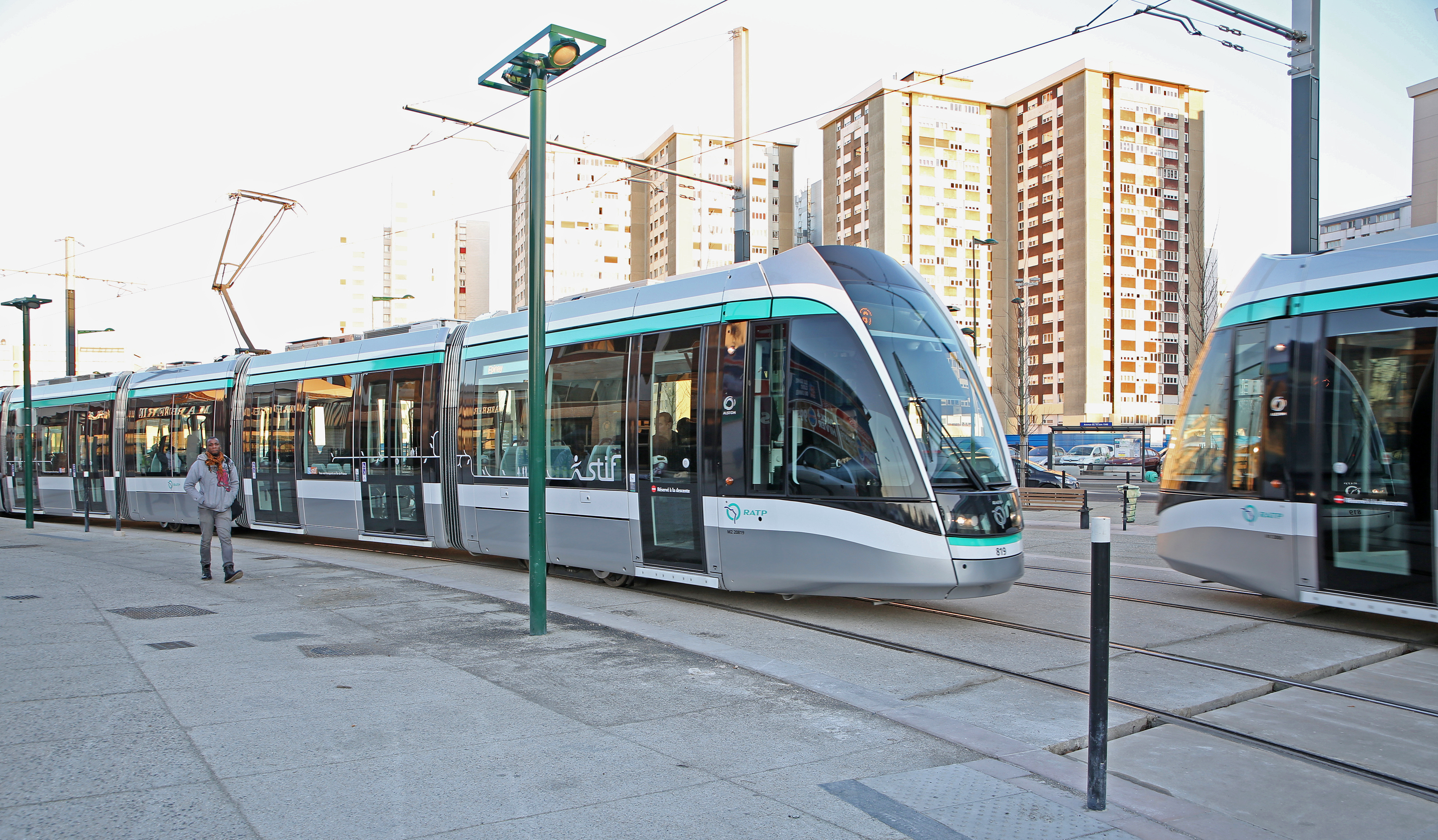
Rames de la ligne T8 près de la station Gilbert Bonnemaison, à Épinay-sur-Seine.

Le T8, anciennement « Tram'y », est une ligne en fourche longue de 8,46 km et comportant dix-sept stations, reliant depuis le 16 décembre 2014 Saint-Denis (Porte de Paris) à Épinay-sur-Seine (quartier d'Orgemont) et/ou à Villetaneuse (gare du T11). La ligne a été déclarée d'utilité publique le 26 décembre 2007. Un prolongement vers la future gare Rosa-Parks (RER E) avait été présenté dans le dossier de candidature de Paris pour l'organisation des Jeux olympiques d'été de 2012. Paris n'ayant pas été retenu pour ces Jeux, la réalisation a été différée. En octobre 2013, le STIF approuve la convention de financement d'études préalables pour le prolongement du T8 vers Paris. De son côté, la ville de Saint-Denis estime que le chantier dudit prolongement devrait être lancé avant 2020.
La ligne relie entre elles la station de métro Saint-Denis - Porte de Paris, la gare de Saint-Denis, l'université de Villetaneuse et la gare d'Épinay-sur-Seine.

### T9: Porte de Choisy – Orly - Gaston Viens

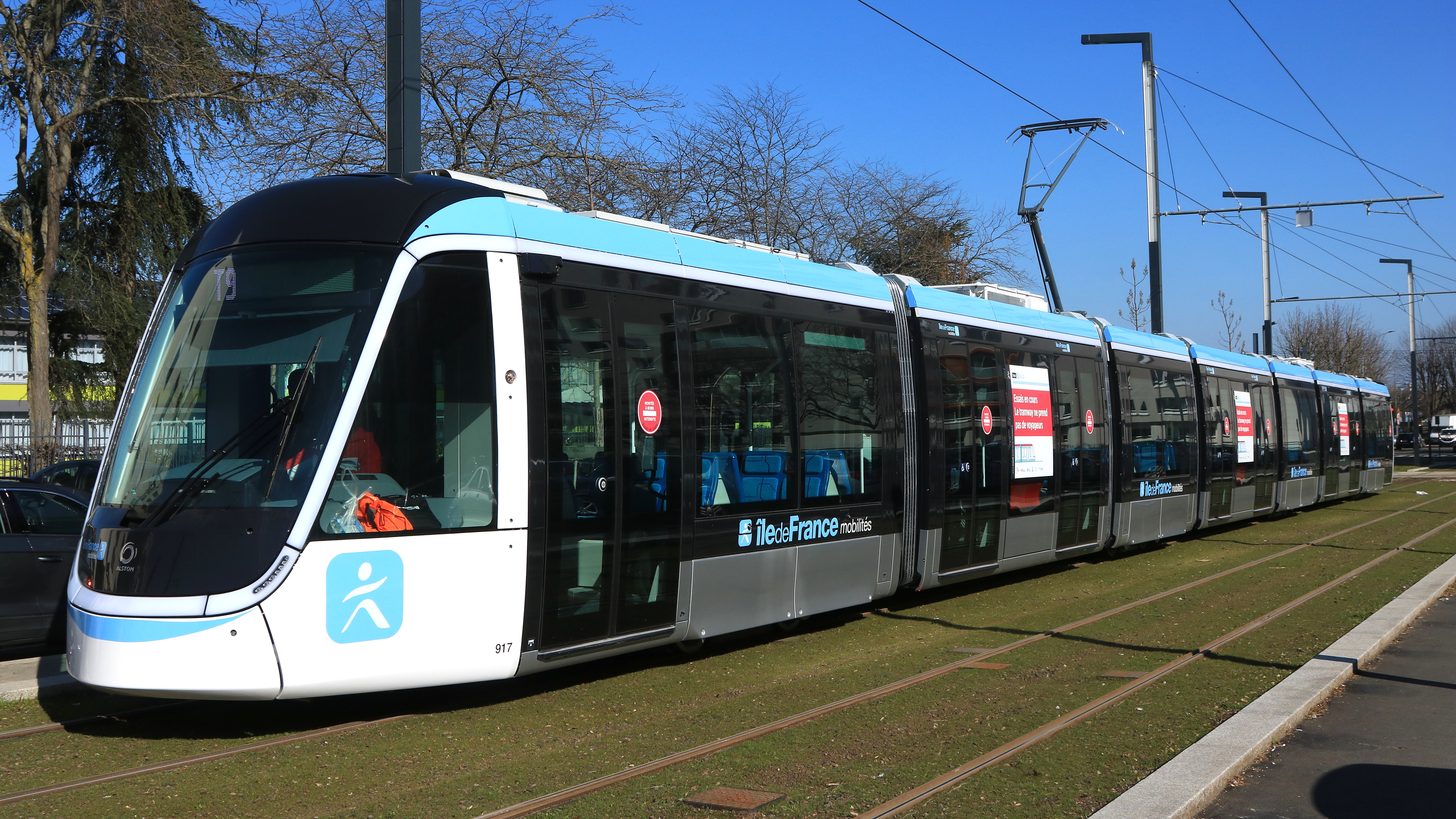
Rame de la ligne T9 entre Christophe Colomb et Les Saules, à Orly.

La ligne T9 est une ligne exploitée par Keolis Ouest Val-de-Marne, qui relie depuis le 10 avril 2021 la porte de Choisy (Paris) au carrefour du Fer à Cheval (Orly) via la route départementale D5 (ex-RN 305), en desservant les communes de Paris, d'Ivry-sur-Seine, de Vitry-sur-Seine, de Choisy-le-Roi et d'Orly,. Il est prévu qu'il transportera quotidiennement 80 000 voyageurs. Il remplace la ligne de bus 183. À terme il pourrait être prolongé à l'aéroport d'Orly.
Le 14 juin 2019, Île-de-France Mobilités annonce que l'opérateur Keolis est pressenti pour exploiter la ligne T9 ainsi que le réseau de bus Bord de l'Eau (actuel réseau de bus de Seine Grand Orly).

### T10: Antony – Clamart

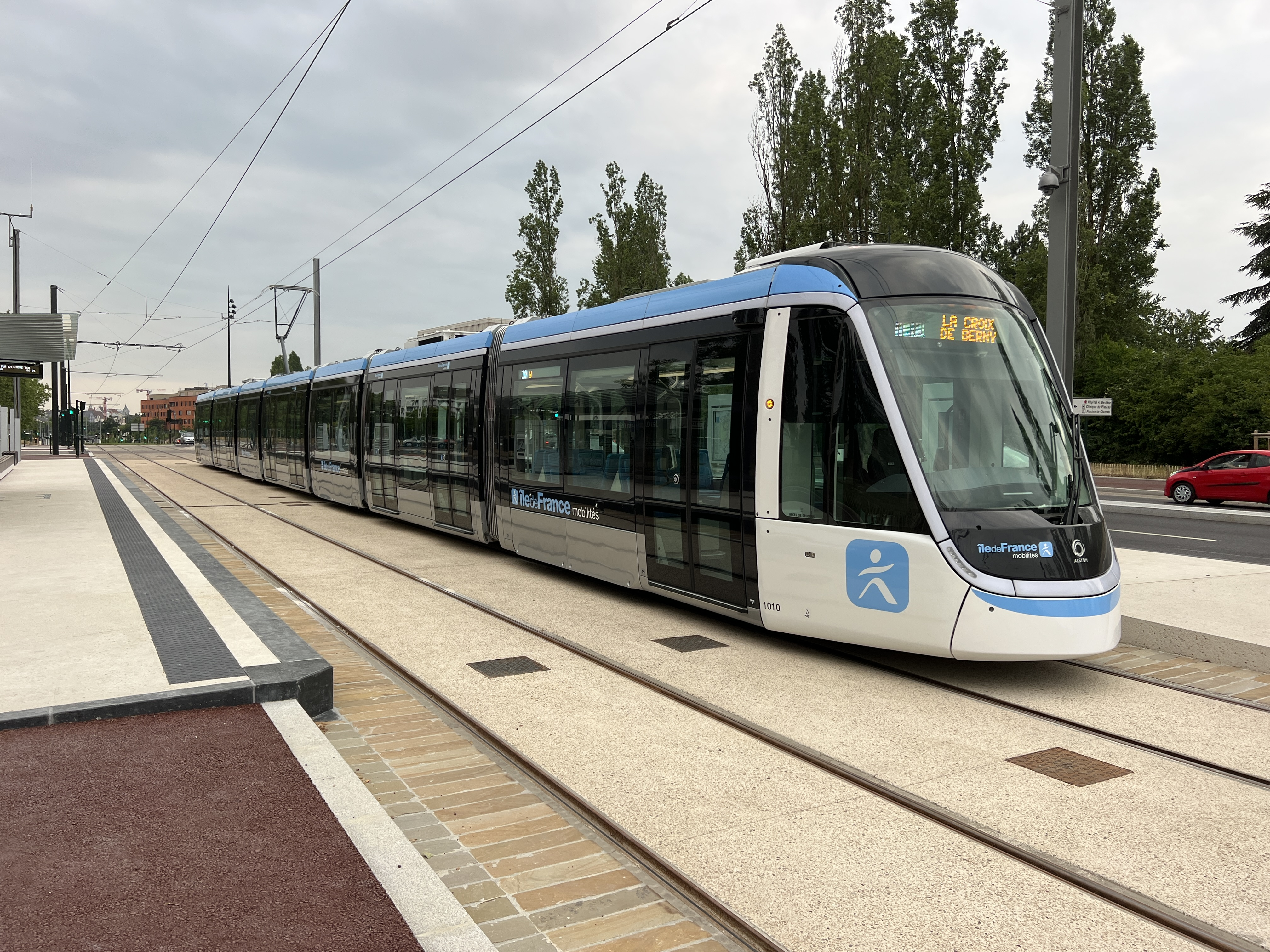
Une rame Citadis 405, à la station Jardin Parisien.

Cette ligne relie la gare de La Croix de Berny, sur le RER B, terminus du Trans-Val-de-Marne, à Clamart - Jardin Parisien. Elle permet notamment de désenclaver le sud des Hauts-de-Seine, qui est plutôt pauvre en matière de transports en commun, comparé au reste du département, et de desservir des zones d'activités et d'emplois, telles que le parc d'activités du Plessis-Clamart, ainsi que différents équipements d'enseignements et de recherche et des zones denses d'habitat,. Après avoir envisagé une prolongation jusqu'à Issy RER ou Fort d'Issy - Vanves - Clamart, Île-de-France Mobilités poursuit les études pour un prolongement souterrain jusqu'à la gare de Clamart, pas avant 2032. Le terminus provisoire est donc Jardin Parisien.

### T11: Gare d'Épinay-sur-Seine – Le Bourget RER

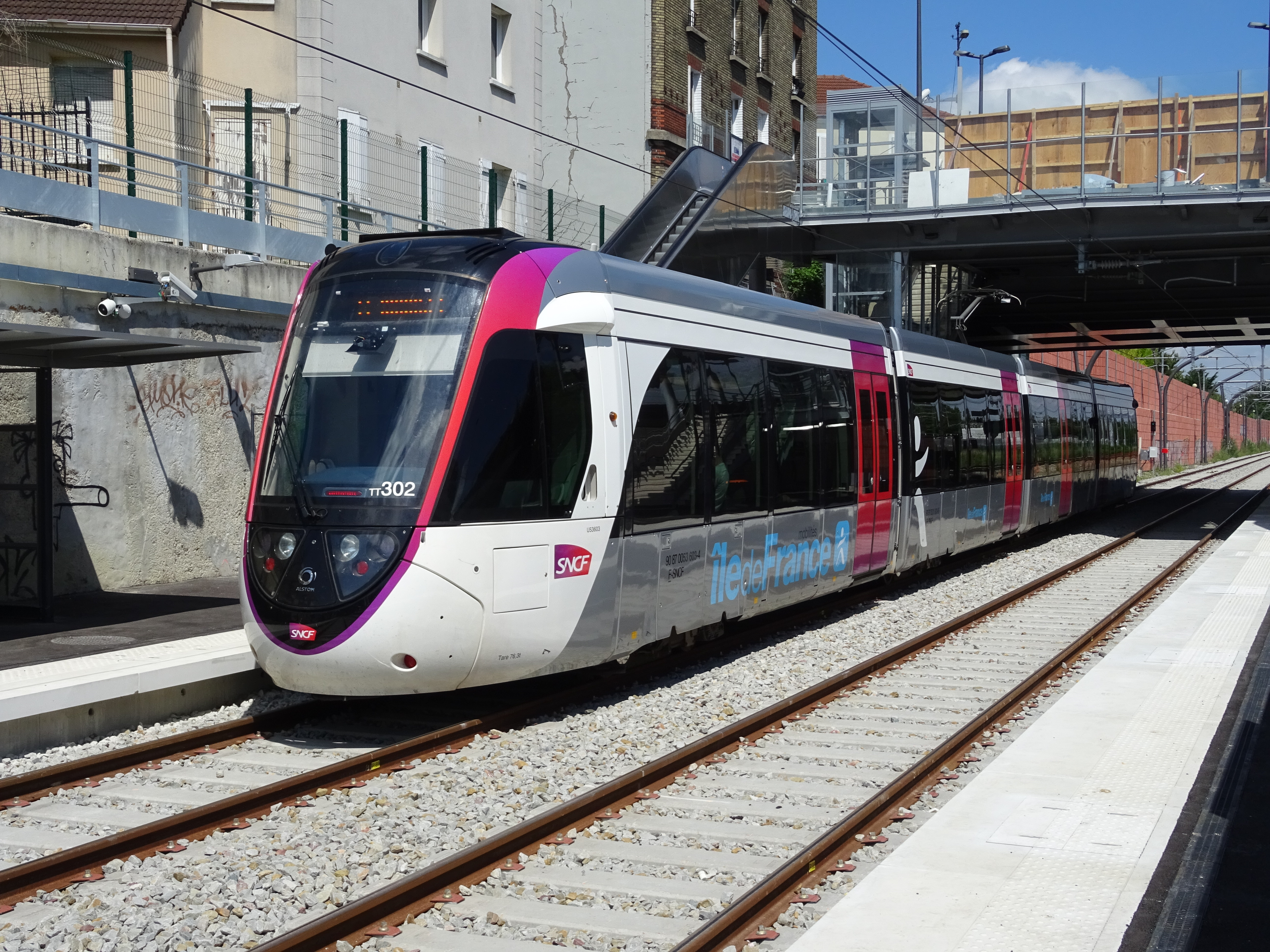
Rame de la ligne T11, en gare d'Épinay - Villetaneuse, en juillet 2017.

La première phase de la ligne T11 (ex-Tangentielle Nord) est mise en service le 1er juillet 2017. Elle a objectif de renforcer l'offre de transport en banlieue, sans passer par Paris. La ligne est construite le long de la ligne de la grande ceinture de Paris. La desserte est assurée toutes les 5 minutes (10 minutes en heure creuse) par des tram-trains Citadis Dualis. Le trafic attendu est de 60 000 voyageurs par jour.
Des prolongements à l'est vers Noisy-le-Sec et à l'ouest vers Sartrouville sont projetés mais leurs financements ne sont pas encore assurés.

### T12: Massy - Palaiseau – Évry-Courcouronnes

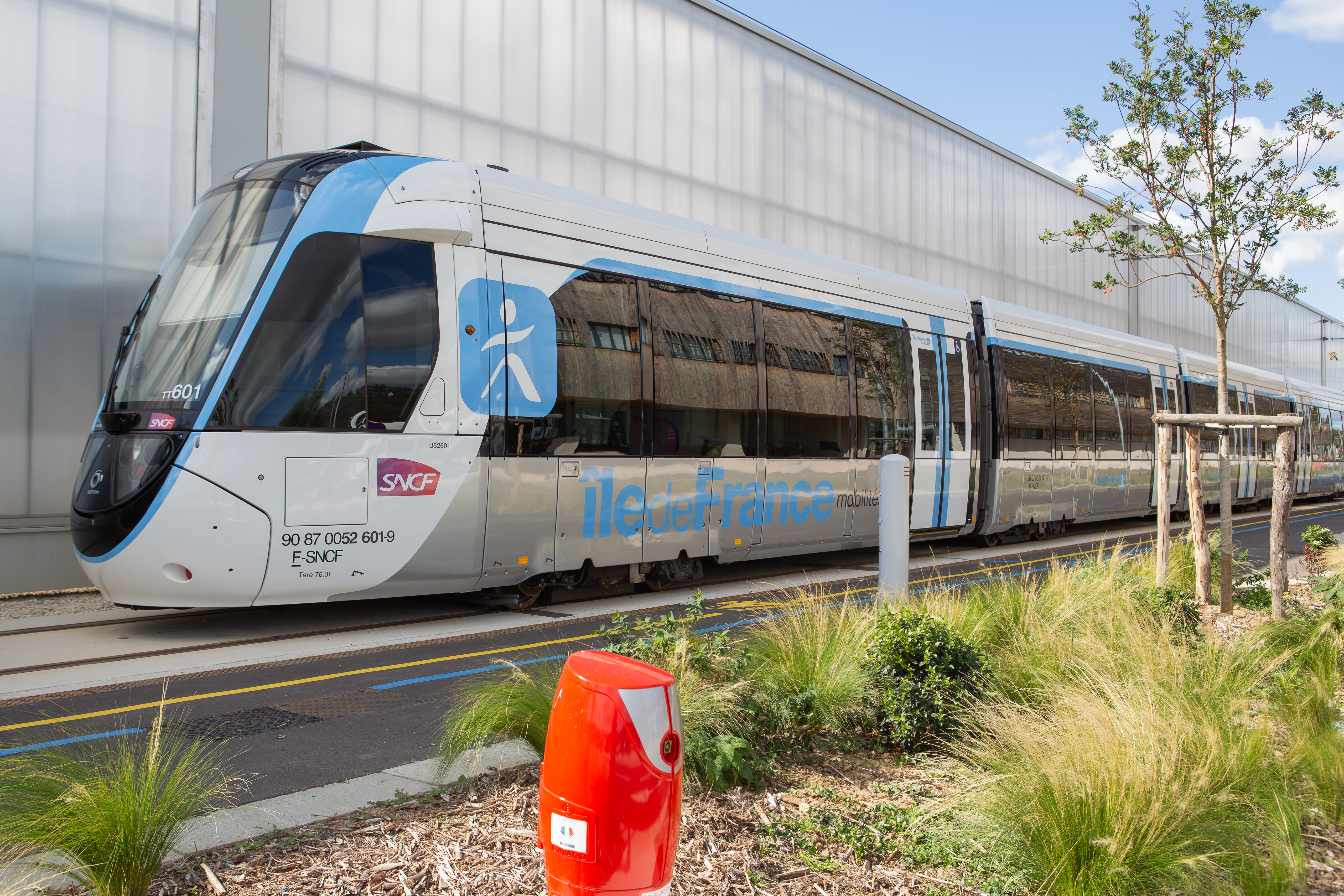
Rame de la ligne T12, dans l'atelier-garage de Massy - Palaiseau, en septembre 2022.

La première phase de la ligne T12 (ex-Tangentielle Sud) est mise en service le 10 décembre 2023. Elle a pour objectif de fournir une offre de transport dans le département de l'Essonne entre les pôles de Massy - Palaiseau et d'Évry-Courcouronnes. La ligne remplace un embranchement de la ligne C entre Massy - Palaiseau et Épinay-sur-Orge et continue ensuite sur une voie nouvelle dans l'agglomération d'Évry-Courcouronnes.
D'une longueur de 20 km dont 10 km de voies nouvelles, elle comporte seize stations dont cinq existantes. La desserte sera assurée toutes les 10 minutes (15 minutes aux heures creuses) par des tram-trains Citadis Dualis. Le trafic attendu est de 40 000 voyageurs par jour.
La ligne doit être prolongée de Massy - Palaiseau à Versailles-Chantiers sur une longueur de 14,6 km, comportant six stations, ce qui amènera un trafic de 30 000 voyageurs sur le seul prolongement. Cette portion de la ligne remplacera l'embranchement de la ligne C desservant les mêmes gares. Cette prolongation est en suspens en raison des travaux induits sur les passages à niveau.

### T13: Gare de Saint-Cyr – Saint-Germain-en-Laye RER

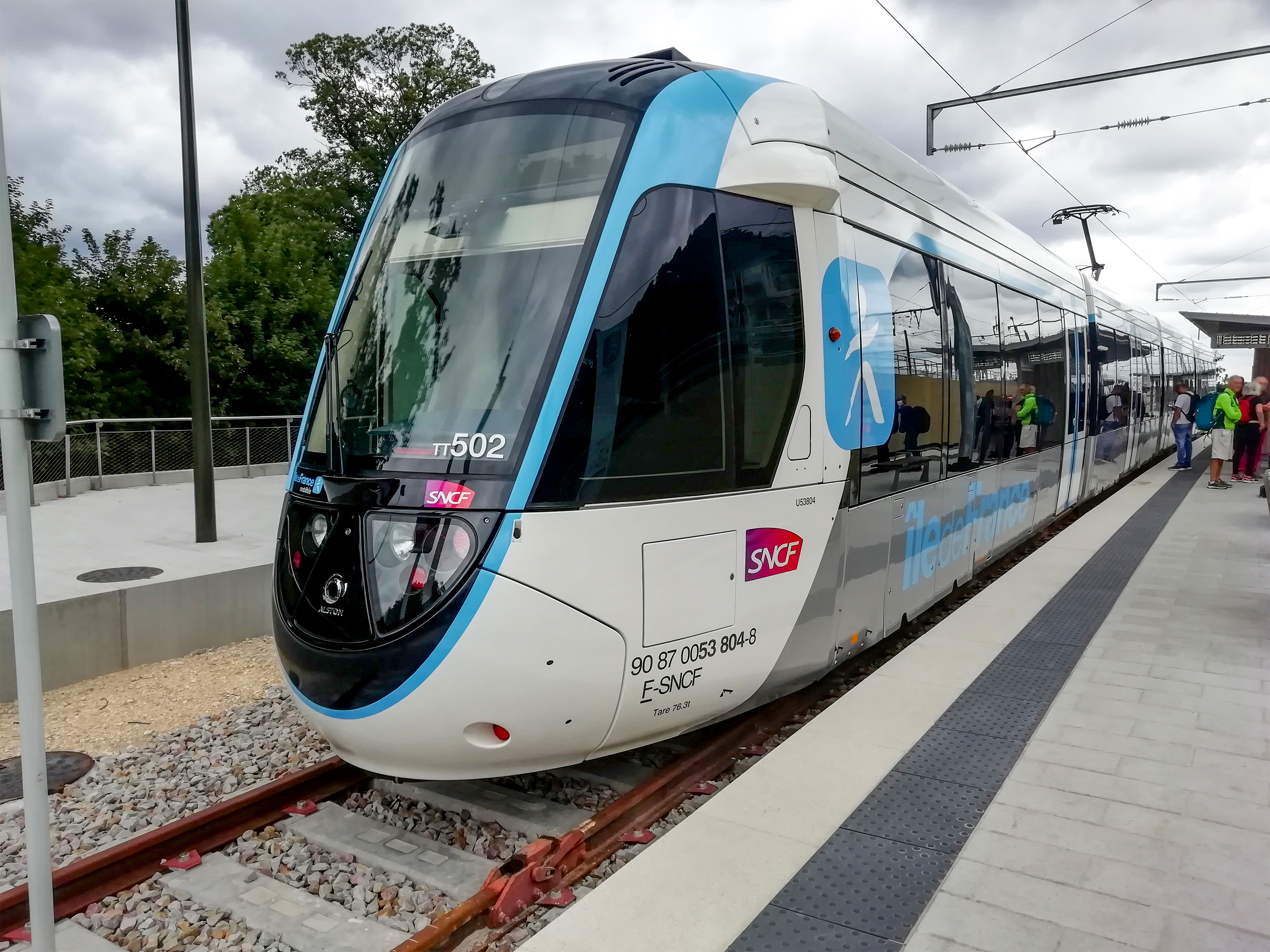
Rame de la ligne T13, en gare de Saint-Cyr, en juillet 2022.

La première phase de la ligne T13 (ex-Tangentielle Ouest) est mise en service le 6 juillet 2022. Elle a pour objectif de crééer une liaison ferroviaire entre le nord et le sud du département des Yvelines jusqu'ici inexistante alors que les études de déplacements montrent que près de la moitié des trajets domicile-travail des habitants du territoire se concentre au sein du département des Yvelines, en particulier vers les pôles d'emploi de Poissy, Saint-Germain-en-Laye, Versailles et Saint-Quentin-en-Yvelines. La ligne T13 doit permettre de renforcer le réseau de transports en commun pour répondre aux besoins de déplacements au sein du département des Yvelines.
La ligne a une longueur totale de 29,2 km et comporte seize stations. Sur une grande partie du parcours, elle emprunte les voies de la ligne de la grande ceinture de Paris. La desserte sera assurée toutes les cinq à dix minutes par des tram-trains Citadis Dualis. La phase 2 portera sur la branche qui ira de Saint-Germain-en-Laye à la gare d'Achères-Ville.
Le trafic attendu est de 21 000 voyageurs par jour pour la phase 1 et sera porté à 32 000 voyageurs par jour après l'achèvement de la phase 2,.

### T14: Esbly – Crécy-la-Chapelle

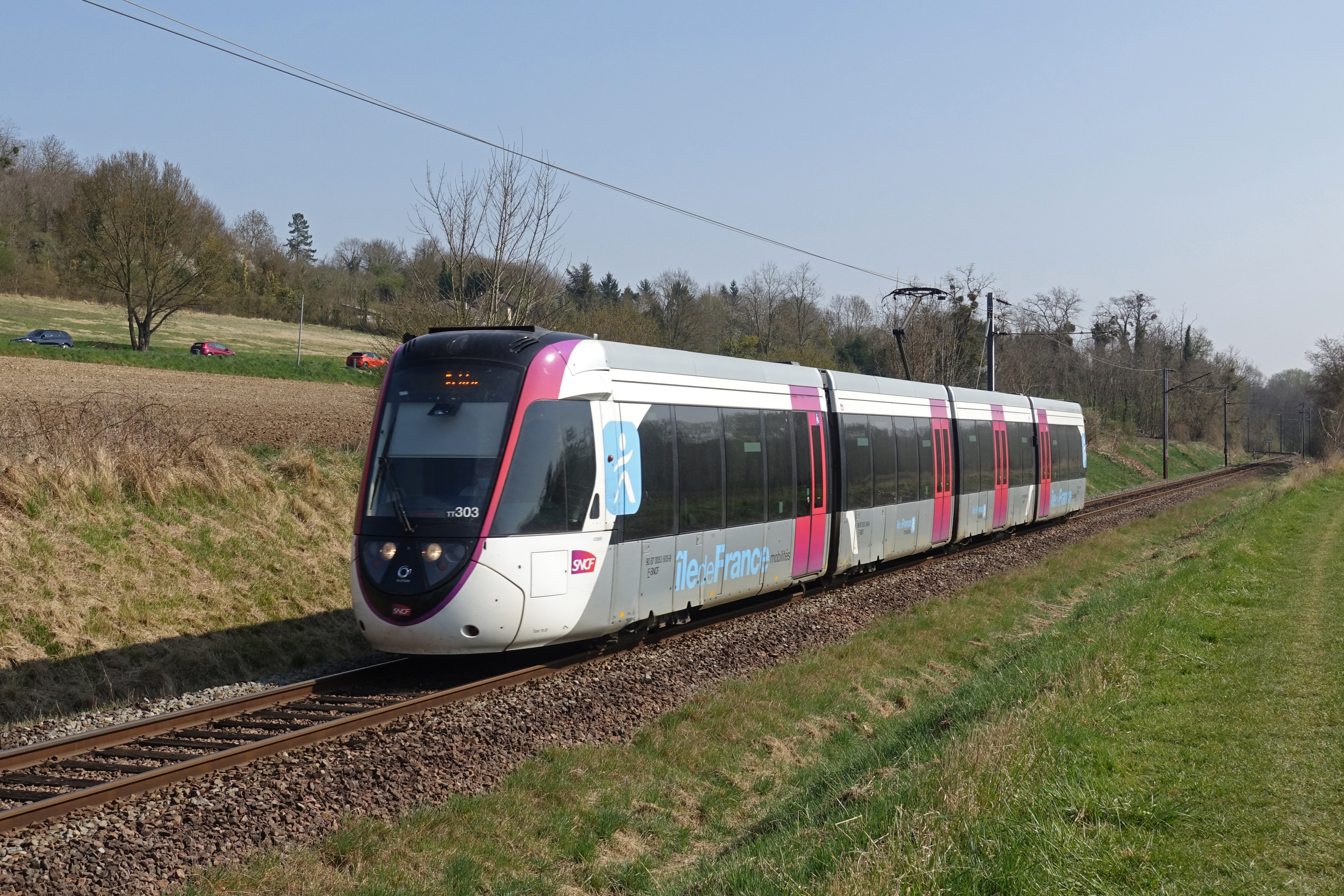
Rame de la ligne T14 en circulation à Couilly-Pont-aux-Dames.

La ligne T14 est créée le 22 mars 2025 par le renommage de la branche Esbly – Crécy-la-Chapelle de la ligne P du Transilien. Elle est exploitée par Stretto, un groupement Keolis/SNCF, avec une rame Citadis Dualis partagée avec le parc du T11.

## Exploitation

### Matériel roulant
En 2025, le matériel roulant du tramway est constitué d'un parc datant de 1992 à 2025.
| Lignes                          | Exploitant                        | Matériel                       | Type de plancher | Type de roulement | Gabarit | Longueur d'une rame | Voyageurs par rames (assis) | Nombre de caisses par rame | Nombre de rames |
| ------------------------------- | --------------------------------- | ------------------------------ | ---------------- | ----------------- | ------- | ------------------- | --------------------------- | -------------------------- | --------------- |
| (1)                             | RATP                              | TFS                            | Bas partiel      | Fer               | 2,30 m  | 29,4 m              | 178 à 252                   | 3                          | 35              |
| (1)                             | RATP                              | Citadis 305                    | Bas              | Fer               | -       | 32,2 m              | -                           | 5                          | 4               |
| (2)                             | RATP                              | Citadis 302 (rames couplables) | Bas              | Fer               | 2,40 m  | 32,2 m              | 213 (32+16)                 | 5                          | 66              |
| (3a) · (3b)                     | RATP                              | Citadis 402                    | Bas              | Fer               | 2,65 m  | 43,4 m              | 304                         | 7                          | 73              |
| (4) · (11) · (12) · (13) · (14) | SNCF Voyageurs, Transkeo, Stretto | Citadis Dualis (Tram-train)    | Bas              | Fer               | 2,65 m  | 42 m                | 250 (90)                    | 4                          | 41              |
| (5)                             | RATP                              | Translohr STE3                 | Bas              | Pneu              | 2,20 m  | 25 m                | 127                         | 3                          | 17              |
| (6)                             | RATP                              | Translohr STE6                 | Bas              | Pneu              | 2,20 m  | 46 m                | 255                         | 6                          | 21              |
| (7) · (8)                       | RATP                              | Citadis 302                    | Bas              | Fer               | 2,40 m  | 32,7 m              | 200 (54)                    | 5                          | 39              |
| (9)                             | Keolis Ouest Val-de-Marne         | Citadis 405                    | Bas              | Fer               | 2,65 m  | 45 m                | 314 (73)                    | 7                          | 22              |
| (10)                            | RATP Cap Bièvre                   | Citadis 405                    | Bas              | Fer               | 2,65 m  | 45 m                | 314 (73)                    | 7                          | 13              |

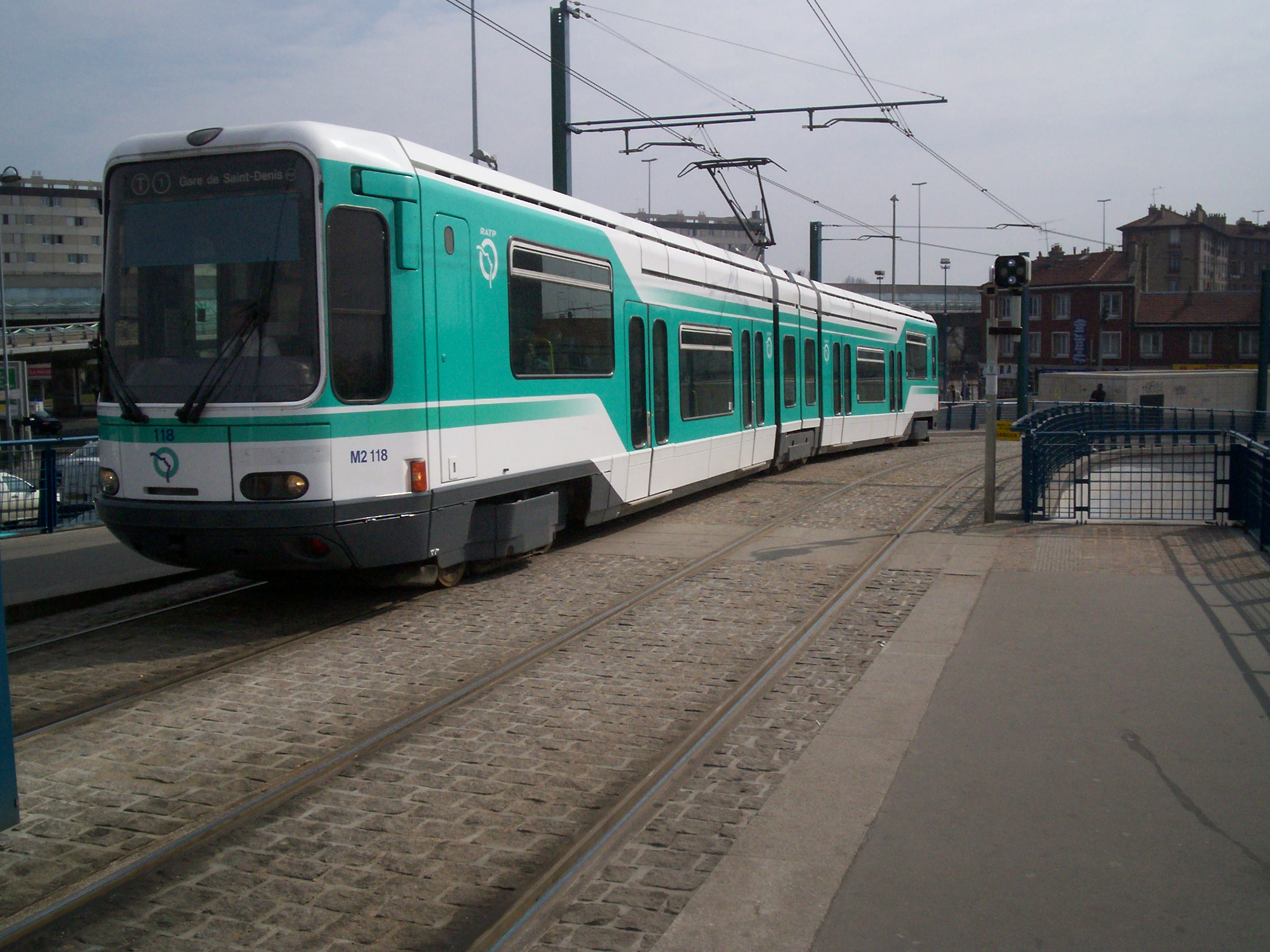
TFS
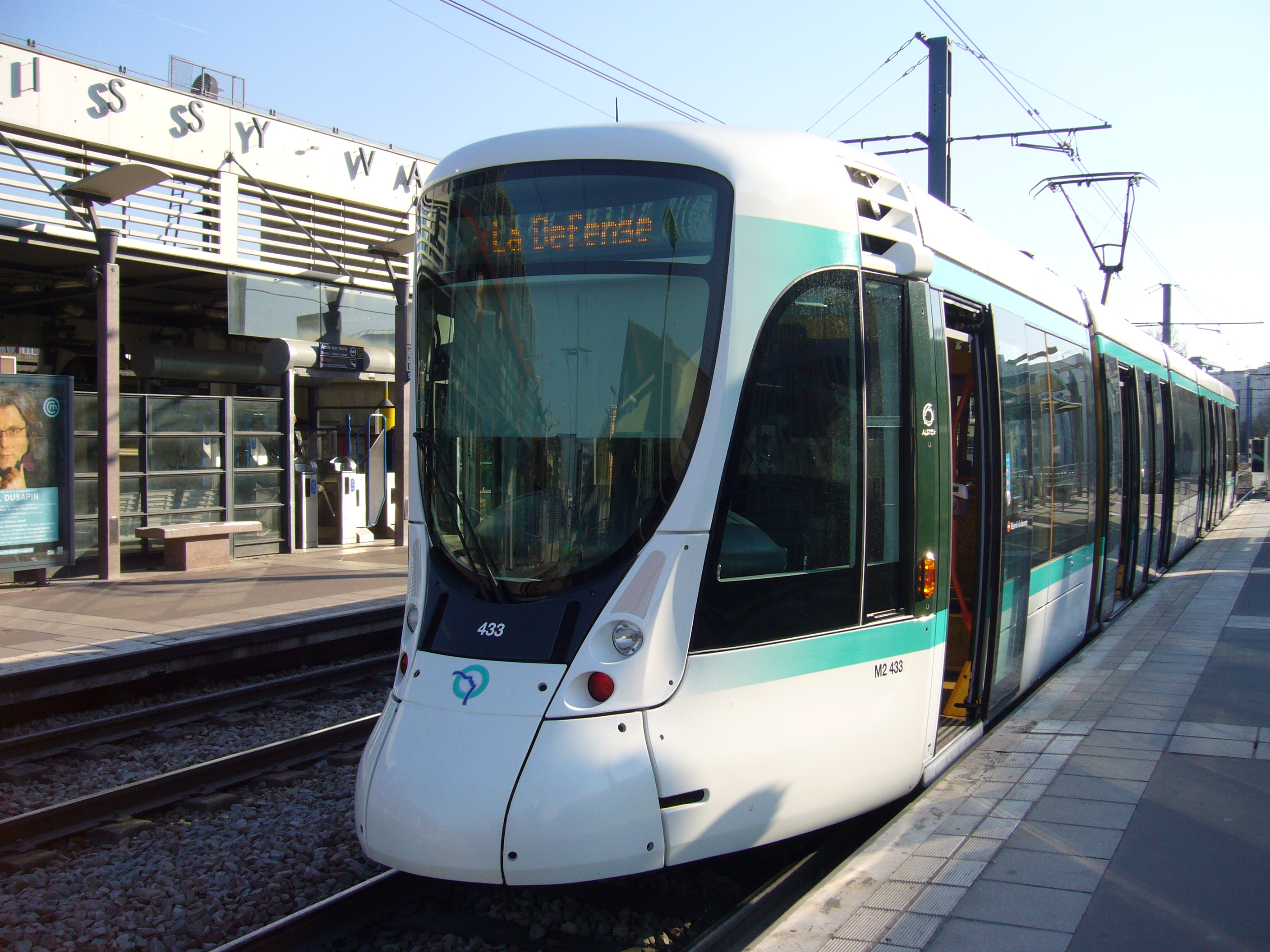
Citadis 302
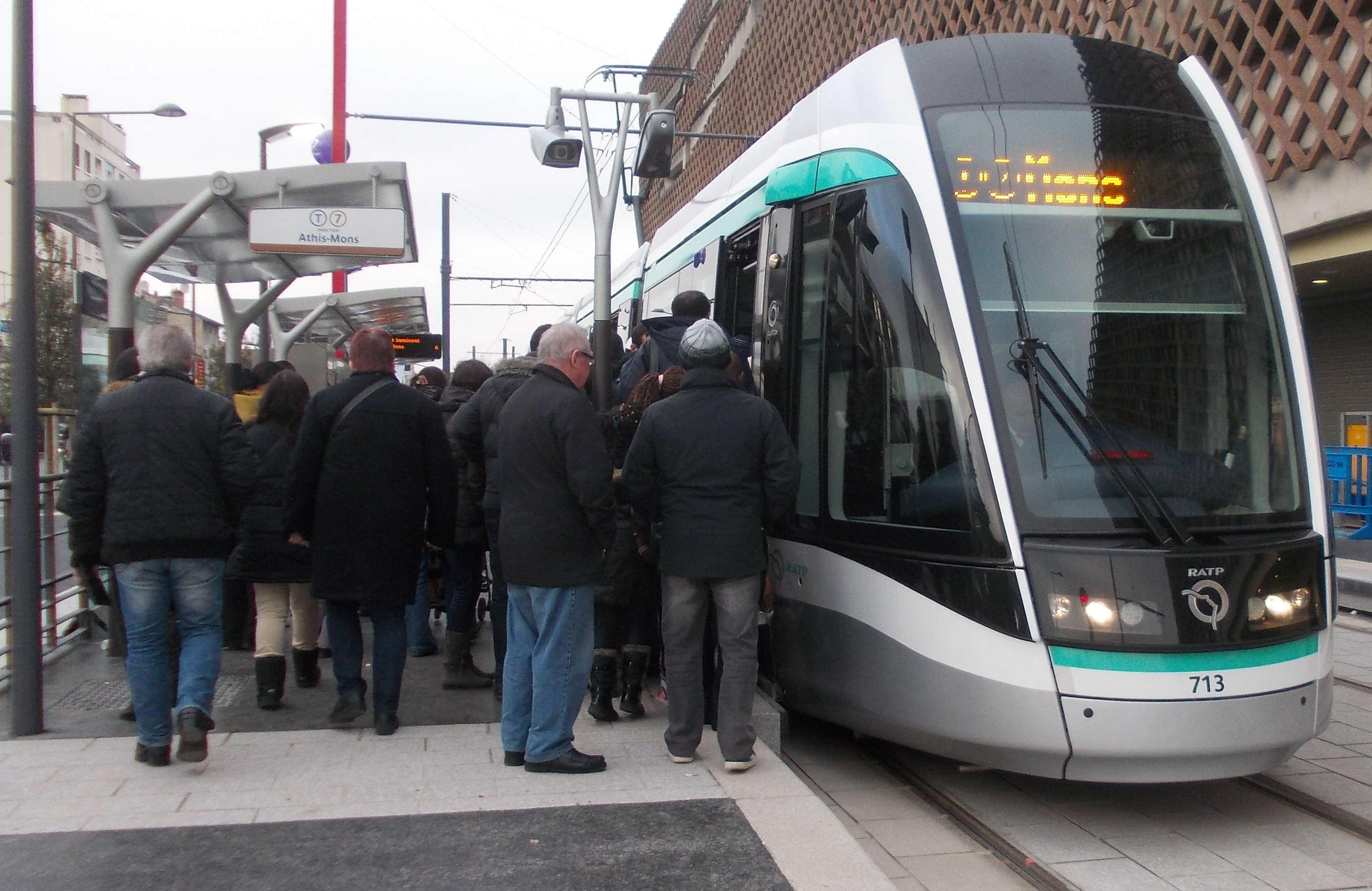
Citadis 302
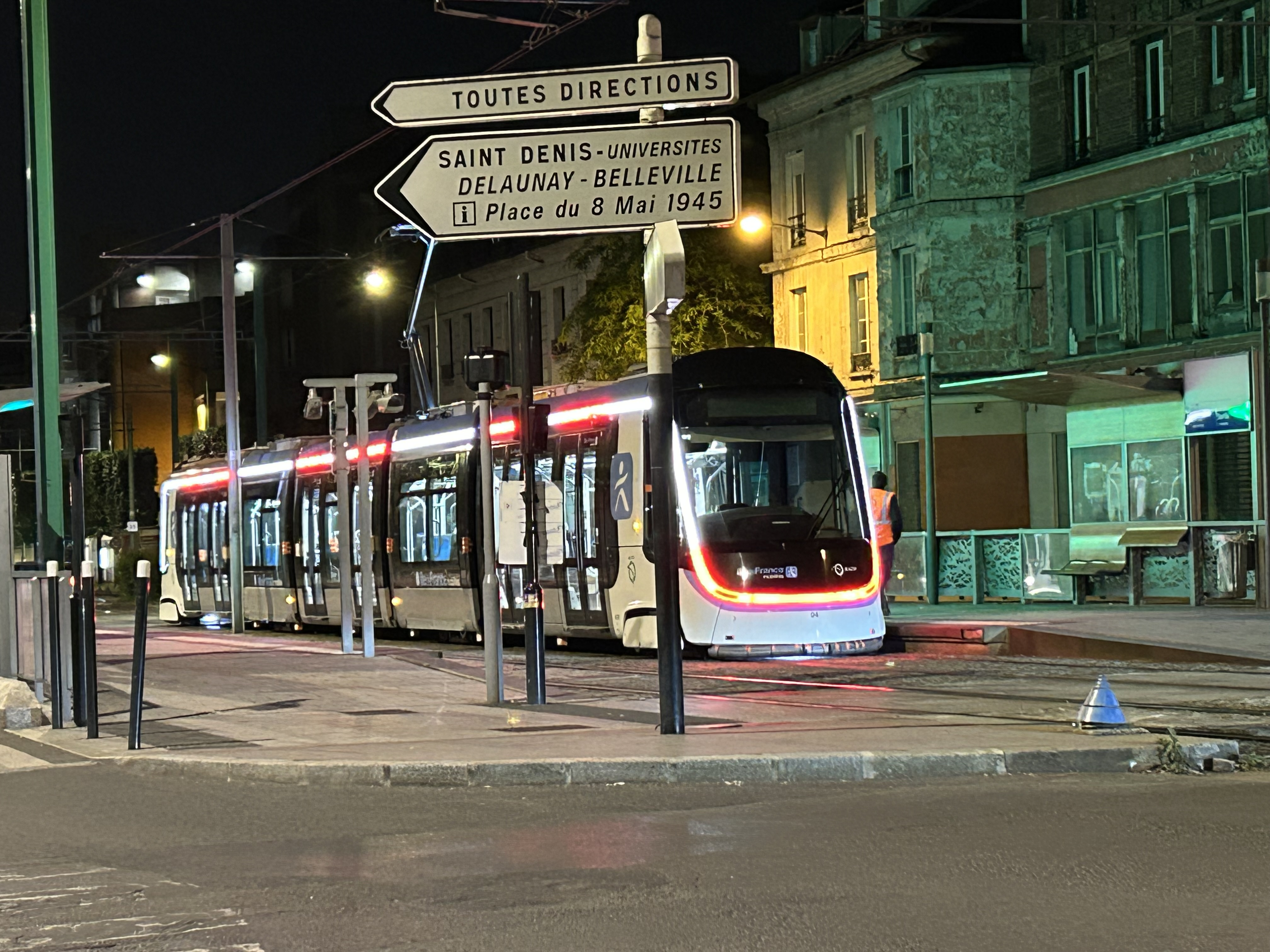
Citadis 305
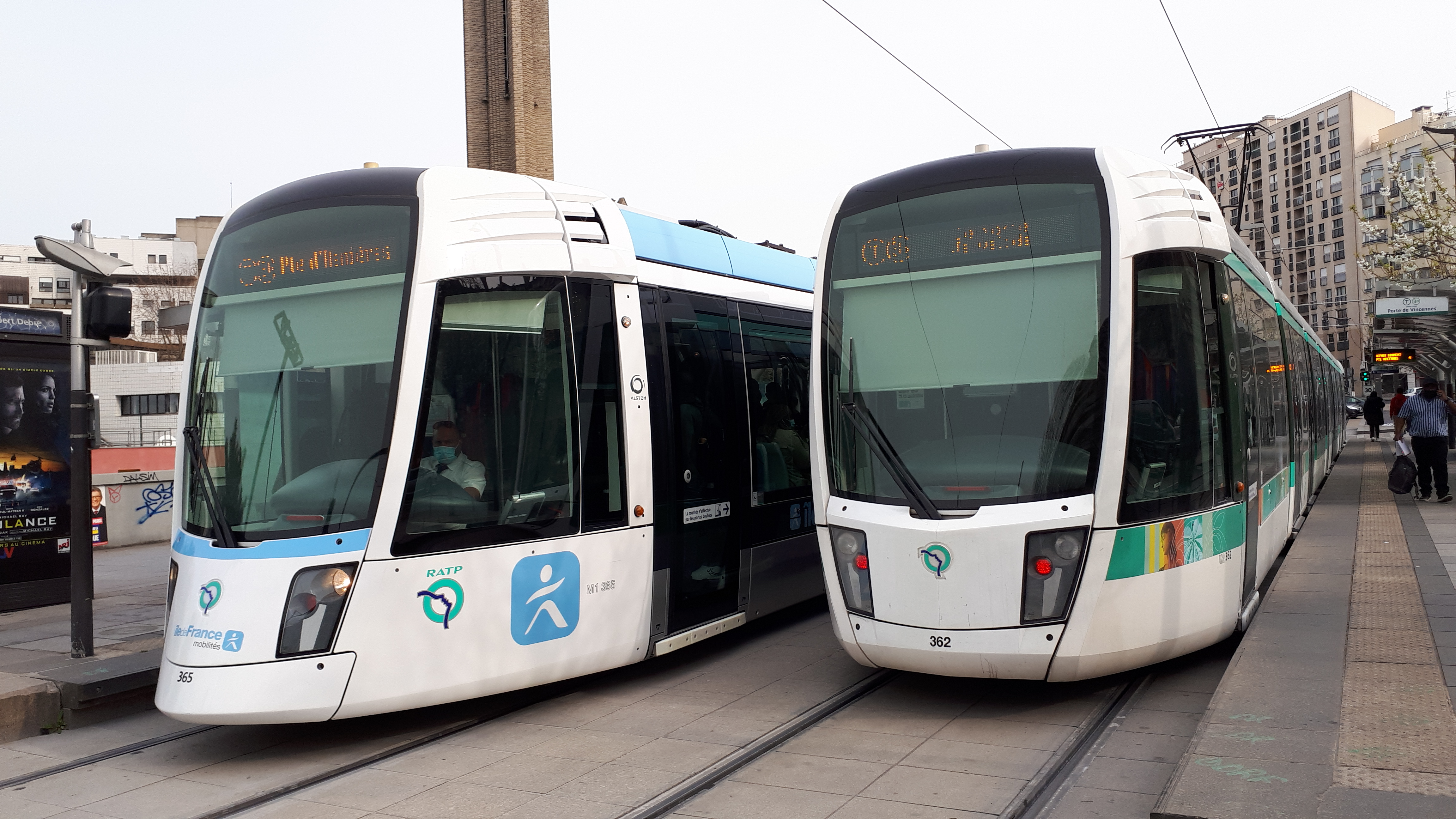
Citadis 402
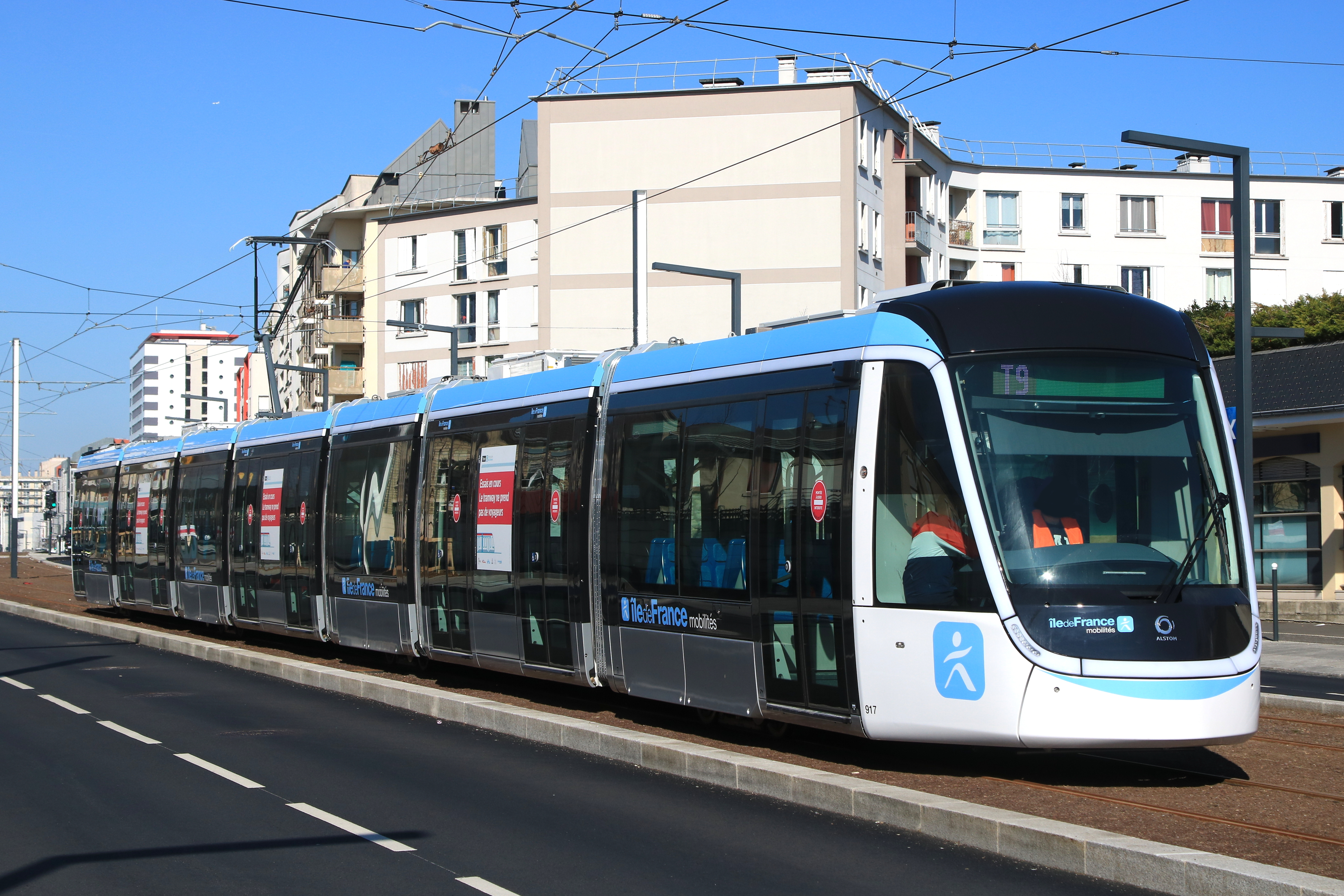
Citadis 405
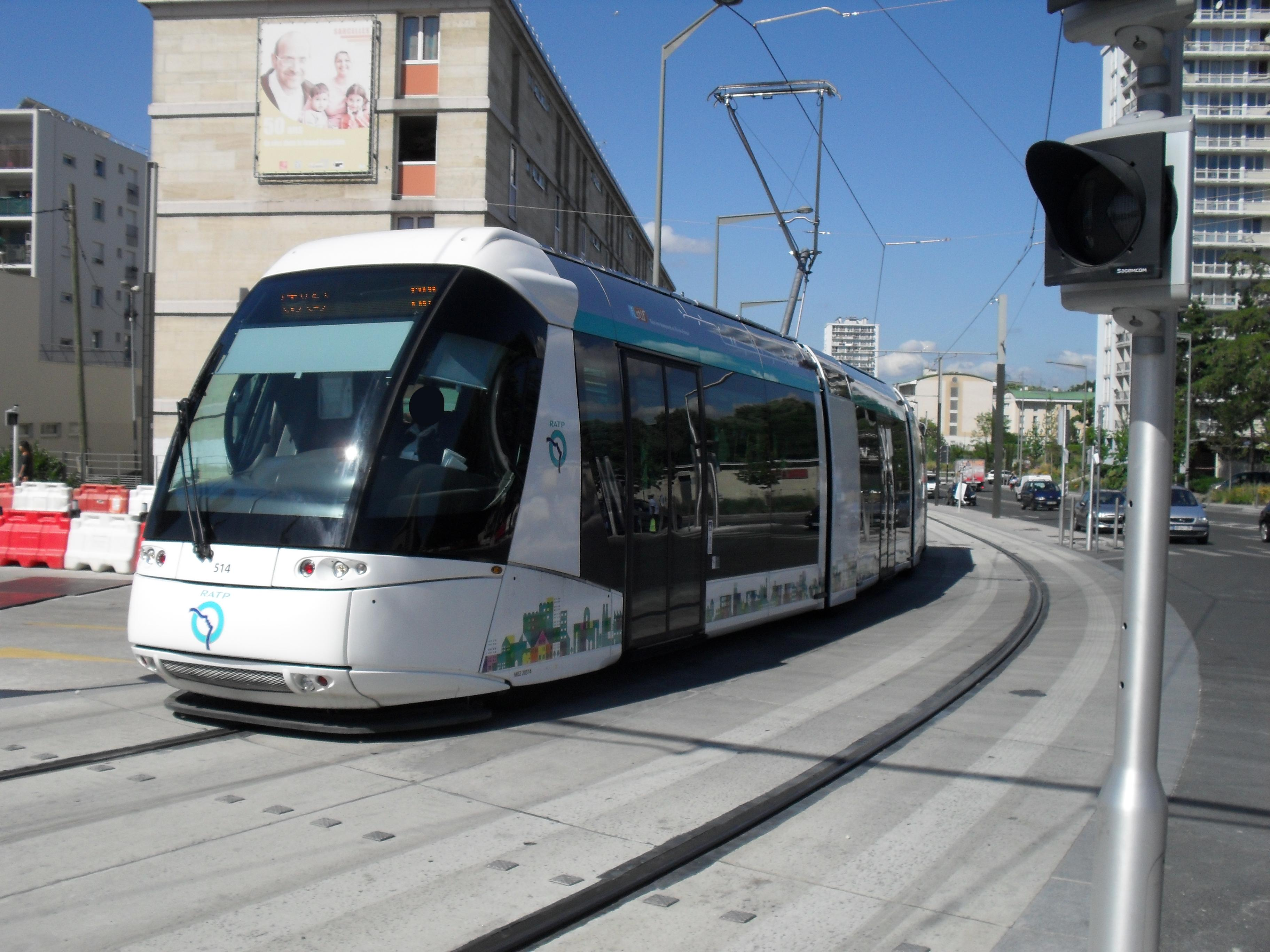
Translohr STE3
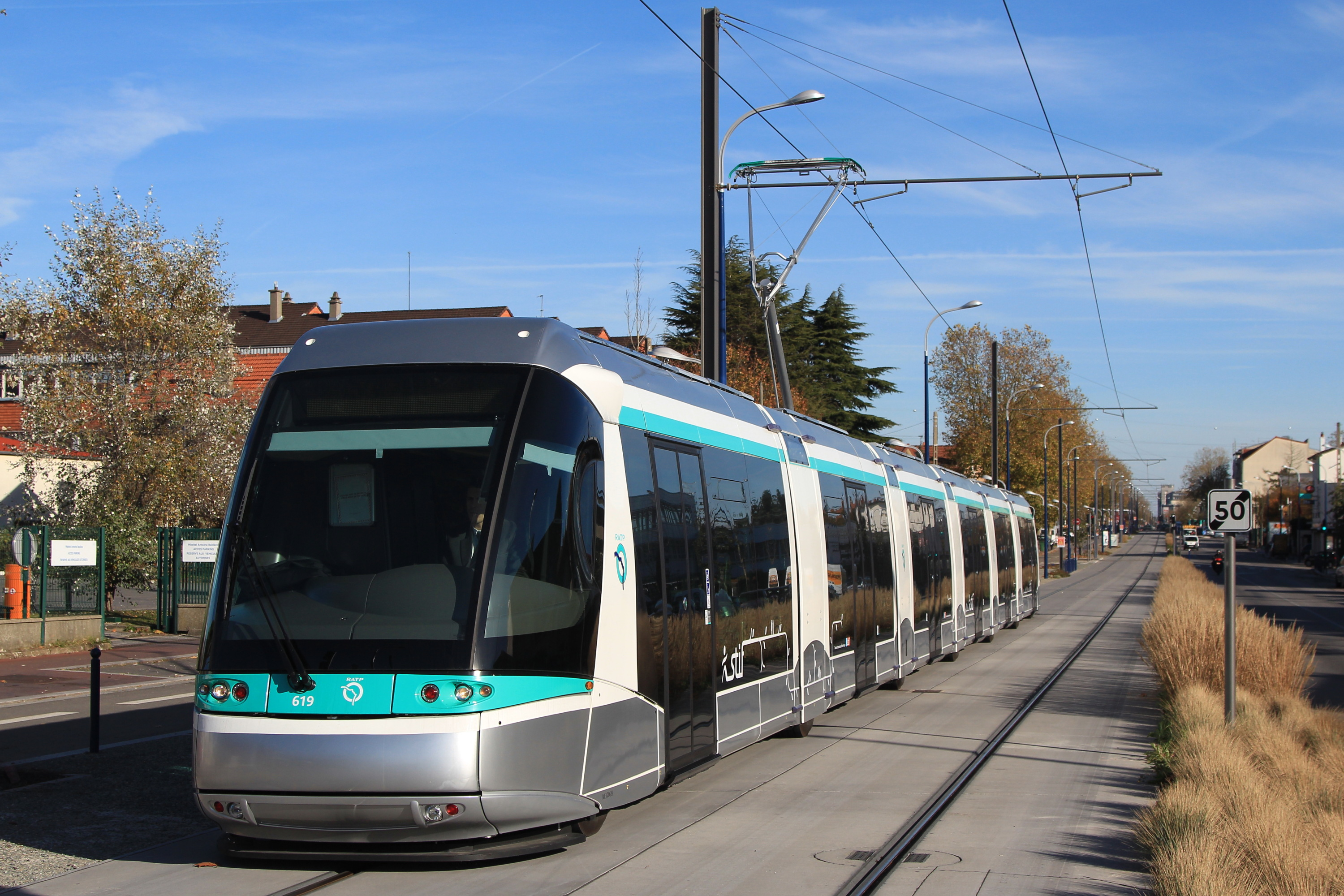
Translohr STE6
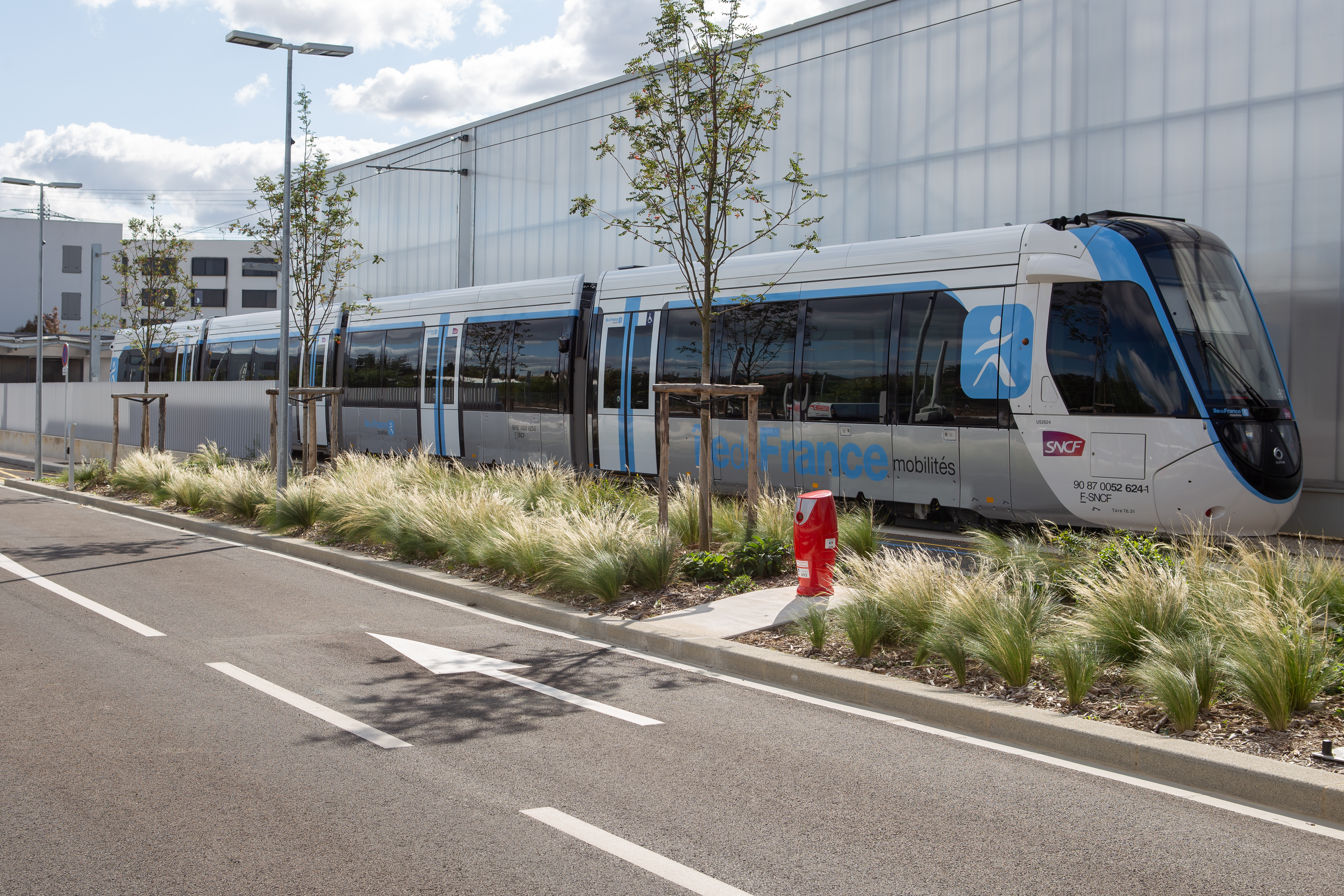
U 52600 (Citadis Dualis)
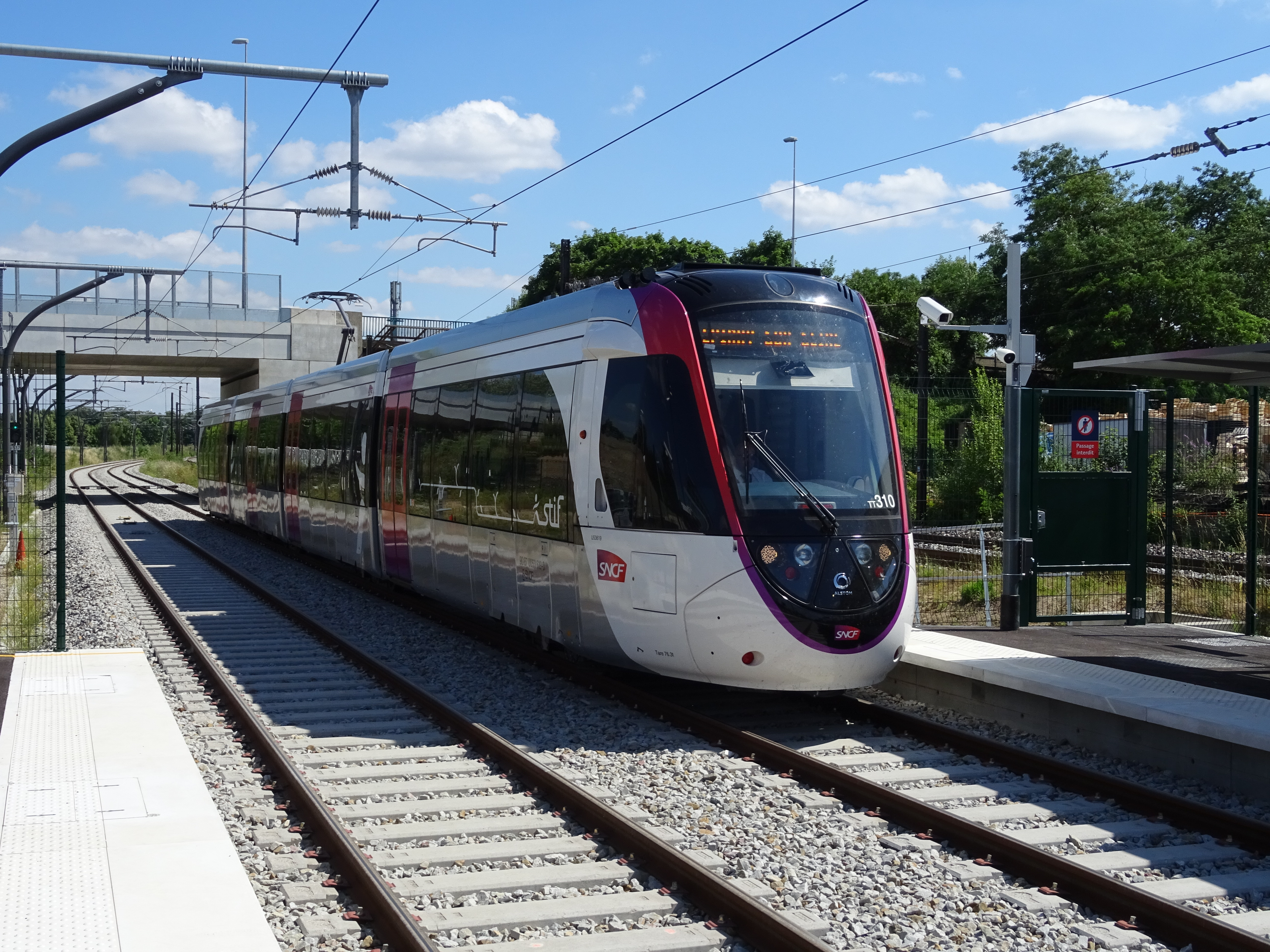
U 53600 (Citadis Dualis)
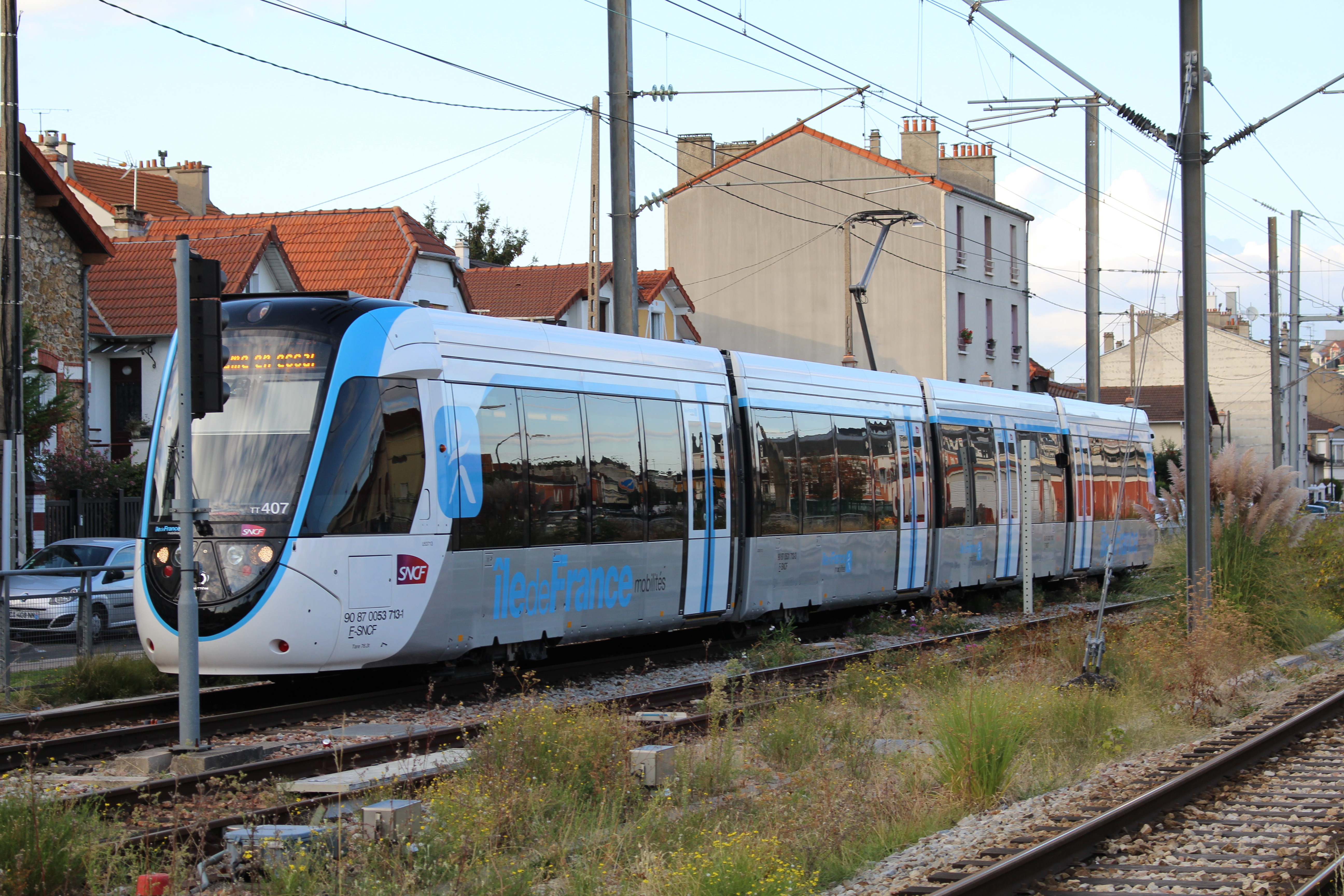
U 53700 (Citadis Dualis)
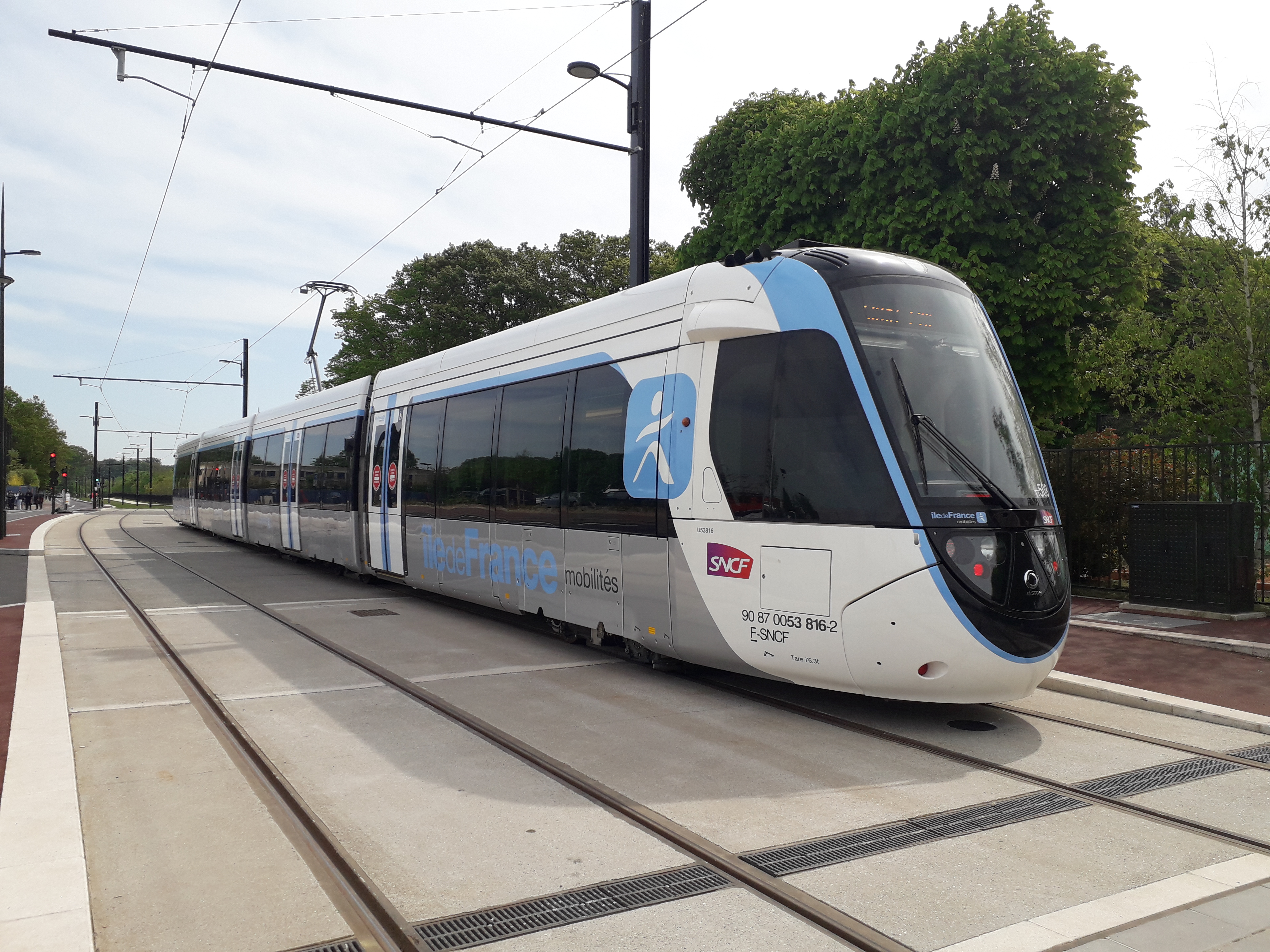
U 53800 (Citadis Dualis)

### Conduite et signalisation

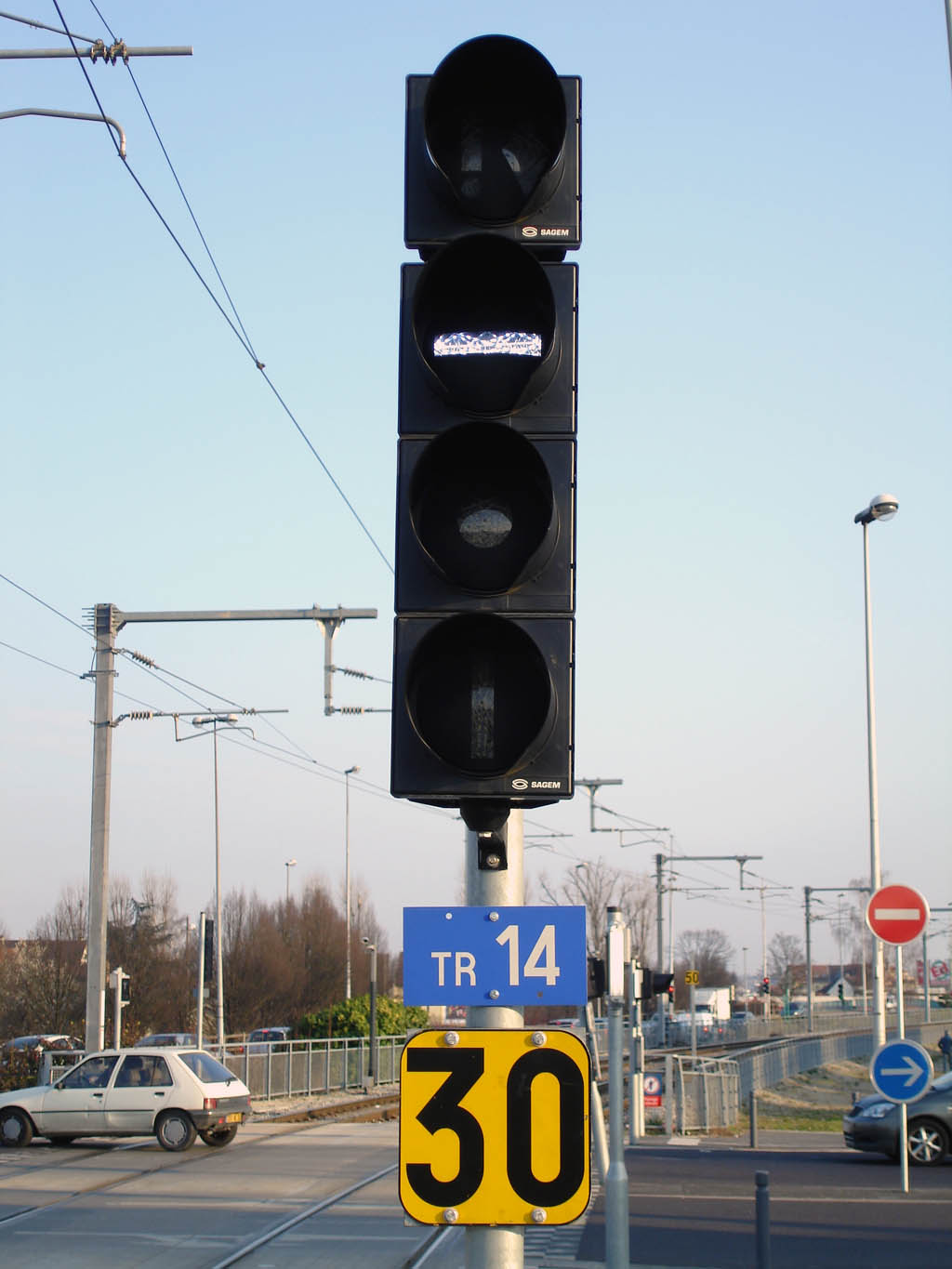
Signal de type R17 sur la ligne T4.

La conduite sur les lignes se fait en « conduite à vue », on n'y trouve que des panneaux de limitation de vitesse, des signaux de protection d'itinéraires et des signaux protégeant le franchissement des carrefours. Pour ces derniers, la voirie est équipée de signaux tricolores classiques de type R11 tandis que la ligne est équipée de signaux de type R17 et R18 associés à la signalisation routière.
Sur un fond noir, une barre horizontale de couleur blanche signale l'arrêt, un rond blanc annonce un signal d'arrêt et une barre verticale blanche la voie libre. Une signalisation d'aide à l'exploitation complète ces signaux, un losange lumineux signalant la prise en charge de la demande de priorité au carrefour.
Les signaux de protection d'itinéraires ou signaux d'exploitation se situent où se trouvent les appareils de voies (aiguillages). Les panneaux de limitation de vitesse se présentent quant à eux comme des panneaux carrés avec des chiffres noirs sur fond blanc sur toutes les lignes exploitées par la RATP, carrés avec des chiffres noirs sur fond jaune sur la ligne exploitée par la SNCF. Enfin, les indicateurs de coupure de courant sont implantés en amont de chaque secteur d'alimentation de la ligne aérienne de contact (LAC). Deux ronds blancs alignés en position verticale annoncent une ligne alimentée, alignés en position horizontale une ligne non alimentée.

### Tarification et financement
La tarification du tramway est identique à celui de l'essentiel des lignes de bus et accessible avec les mêmes abonnements. Un ticket « bus-tram » permet un trajet simple quelle que soit la distance avec une ou plusieurs correspondances possibles avec les lignes de bus et de tramway pendant une durée maximale d'1 h 30 entre la première et dernière validation, mais pas avec le métro, le Transilien ou le RER. Une exception existe à titre temporaire pour l'emprunt des T11 à T13, où le ticket « métro-train-RER » est nécessaire.
Contrairement aux autres lignes de tramway d'Île-de-France, la validation des titres de transport des lignes 11 et 13 doit être effectuée sur les quais ou dans les bâtiments voyageurs, les rames ne comportant pas de composteurs.
Le 1er janvier 2025, le « ticket bus-tram » remplace le ticket t+ et permet d'utiliser indifféremment le bus et le tramway sans restriction de distance et s'appliquera ultérieurement aux lignes T11 à T13, précédemment accessibles avec le billet origine-destination, où le « ticket métro-train-RER » s'applique,,.
Le financement du fonctionnement des lignes (entretien, matériel et charges de personnel) est assuré par la RATP pour les T1, T2, T3a, T3b, T5, T6, T7 et T8, par Keolis Ouest Val-de-Marne pour la ligne T9, et par RATP Cap Bièvre pour la ligne T10. Sur les lignes T4, T11, T12, T13 et T14 , le financement est assuré par SNCF Réseau pour l'infrastructure et par SNCF Voyageurs pour le personnel et le matériel. Cependant, les tarifs des billets et abonnements dont le montant est limité par décision politique ne couvrent pas les frais réels de transport. Le manque à gagner est compensé par l'autorité organisatrice, Île-de-France Mobilités, présidée depuis 2005 par le président du conseil régional d'Île-de-France et composé d'élus locaux. Elle définit les conditions générales d'exploitation ainsi que la durée et la fréquence des services. L'équilibre financier du fonctionnement est assuré par une dotation globale annuelle aux transporteurs de la région grâce au versement mobilité payé par les entreprises et aux contributions des collectivités publiques.

## Développement du réseau

### T1 à Colombes (prolongement vers l'ouest)

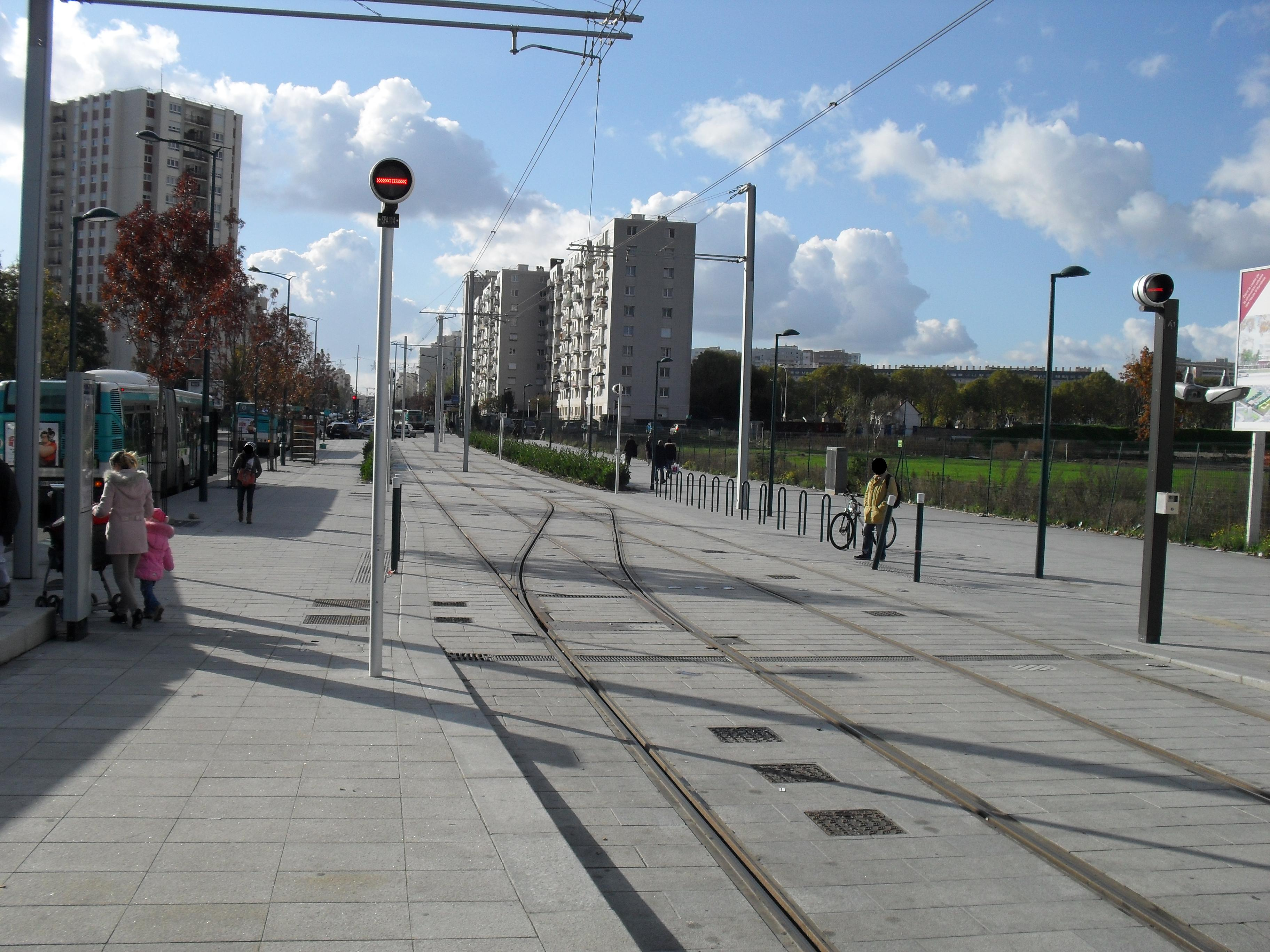
Le prolongement du T1 à Colombes sera réalisé dans la continuité des voies du terminus Les Courtilles. Ici, l'arrière-station du terminus en novembre 2012.

La ligne T1 sera prolongée de Les Courtilles à Colombes - Gabriel Péri, avec une première phase jusqu'à Asnières-Quatre Routes, mise en service fin 2019.
Au total d'une longueur de six kilomètres, le prolongement desservira onze nouvelles stations,. L'intervalle de passage sera de quatre minutes à l'heure de pointe à la mise en service et de dix minutes aux heures creuses. La vitesse commerciale prévue sera d'environ 18 km/h.
Le prolongement sera parcouru en vingt minutes et nécessitera la livraison de quinze rames supplémentaires. Ces dernières seront remisées et entretenues au sein du site de maintenance et de remisage de la Marine à Colombes, construit dans le cadre de l'extension de la ligne T2 au pont de Bezons. Une bande de terrain a été, pour ce faire, réservée afin de permettre la création de deux voies de remisage pour le T1.

### T1 au Val de Fontenay (prolongement vers l'est)
En complément du prolongement à Noisy-le-Sec réalisé en 2003, un nouveau prolongement de la ligne T1 doit être mis en service jusqu'à la gare RER du Val de Fontenay. Long de 7,7 kilomètres, il desservira quinze nouvelles stations, situées sur les communes de Noisy-le-Sec, de Romainville, de Montreuil, de Rosny-sous-Bois et de Fontenay-sous-Bois. La ligne devrait dans un premier temps s'arrêter à Montreuil en 2023. La mise en service de ce premier prolongement est décalée à fin 2025.
À cette occasion, l'actuelle ligne T1 serait amputée du tronçon Bobigny - Pablo Picasso à Gare de Noisy-le-Sec, qui serait rattaché au « prolongement » afin de constituer une nouvelle ligne de tramway autonome reliant Bobigny - Pablo Picasso à la Gare du Val de Fontenay. D'une longueur totale de 10,7 kilomètres, cette nouvelle ligne desservirait au total vingt-et-une stations : les quinze stations issues du prolongement ainsi que les six stations du tronçon Bobigny - Pablo Picasso - Gare de Noisy-le-Sec (Bobigny - Pablo Picasso, Jean Rostand, Auguste Delaune, Pont de Bondy, Petit Noisy et Gare de Noisy-le-Sec) qui seraient réaménagées pour l'occasion. La nouvelle ligne serait exploitée à raison d'un tramway toutes les quatre minutes aux heures de pointe et toutes les six minutes aux heures creuses et relierait les deux terminus en environ vingt-cinq minutes.

### T3 à Nation
Un prolongement du tramway T3 (T3a ou T3b) est envisagé de Porte de Vincennes à la place de la Nation. Ce prolongement pourrait offrir une correspondance avec la ligne A du RER et les lignes 1, 2, 6 et 9 du métro,,.

### T4 nouveaux arrêts à Montfermeil
La desserte de Clichy-Montfermeil est pratiquement assurée dans son intégralité. Les travaux n'étant pas encore terminés, il reste à desservir les arrêts Daniel Perdrigé et Paul Bert :
L'exploitation de la branche prendra alors sa configuration finale : la station Arboretum sera desservie uniquement en direction de Montfermeil, la fréquence d'un tramway toutes les sept minutes sera étendue à l'ensemble des stations de la branche dont Hôpital de Montfermeil notamment.

### T7 à Juvisy RER
Le T7 doit être prolongé jusqu'à la gare de Juvisy (lignes C et D du RER). Ce tronçon suivra l'axe de la RN 7 ; l'extension sera de 3,7 km et comportera six stations, dont une enterrée.
Le prolongement a été déclaré d'utilité publique le 27 novembre 2013. Les travaux doivent débuter en 2023 pour une mise en service mi-2030.

### T8

#### T8 à Rosa Parks
En octobre 2013, le STIF approuve la convention de financement d’études préalables pour le prolongement du T8 vers Paris. De son côté, la ville de Saint-Denis estime que le chantier dudit prolongement devrait être lancé avant 2020. Île-de-France Mobilités (ex-STIF) prévoit qu'une enquête publique pourrait avoir lieu en 2020 en vue d'une mise en service en 2024 si un accord intervient avec la ville de Paris.

#### T8 au sud de Rosa Parks
Au-delà de cette gare, l'Atelier parisien d'urbanisme et le COPEF (Cercle ouest parisien d'études ferroviaires) ont envisagé, dans des études publiées respectivement en 2006 et en août 2011, la réutilisation par la ligne T8 du segment Est de la ligne de Petite Ceinture.
- L'APUR a étudié trois hypothèses : hypothèse courte avec prolongement jusqu'au parc des Buttes-Chaumont (correspondances avec la ligne 5 et la ligne 7 du métro), hypothèse moyenne avec prolongement jusqu'à la porte de Vincennes (correspondances avec les lignes T3a et T3b du tramway et les lignes 1, 3, 7 bis, 9 et 11 du métro) et hypothèse longue avec prolongement jusqu'à la gare de Lyon (correspondances avec les 6, 8 et 14 du métro et la ligne A du RER). L'hypothèse longue est toutefois jugée peu intéressante.
- Le COPEF a proposé un prolongement de l'Évangile (actuellement gare Rosa-Parks) à la Bibliothèque François Mitterrand, offrant une correspondance avec la partie centrale de la ligne C du RER, ainsi que la ligne 14 du métro.

Le COPEF a également proposé une conversion de la ligne T8 en tram-train, ainsi que l'utilisation d'un matériel roulant pouvant atteindre 100 km/h. Cela permettrait aussi la circulation sur la Petite Ceinture, aux heures creuses ou la nuit, de trains de fret et de matériels échangés entre centres de maintenance (TGV, locomotives, etc.).
Outre de nouvelles correspondances, ce prolongement présenterait l'avantage de desservir des quartiers mal connectés au réseau de transport en commun, notamment dans le 20e arrondissement. Il présente toutefois deux inconvénients principaux : une partie notable de son tracé se situe en tunnel profond, ce qui génère d'importantes contraintes, et les ouvrages (voies, soubassements, viaducs, tunnels) sont anciens, délaissés depuis longtemps et devront être remis en état, voire totalement remplacés. Le coût du prolongement entre la gare Rosa-Parks et la porte de Vincennes est évalué à 260 millions d'euros pour 6,5 km.
Enfin, dans une étude réalisée par l'Atelier parisien d'urbanisme en mai 2012, une autre hypothèse évoque la possibilité d'un prolongement au sud-ouest de la gare Rosa-Parks, vers la gare de l'Est, en empruntant les voies présentes à côté de la ligne E du RER. Elle se ferait dans le cadre du réaménagement de la zone élargie Paris nord-est. Elle longerait la ZAC Pajol, desservirait la station de métro La Chapelle de la ligne 2 pour se terminer donc à la gare de l'Est.

### T11 à Sartrouville et Noisy-Le-Sec
La mise en service complète de la ligne est espérée pour 2033, avec des prolongements d'Épinay-sur-Seine à Sartrouville (2033) et du Bourget à Noisy-le-Sec (2032). La ligne, alors longue de 28 kilomètres, desservira 17 gares.

### T13 à Achères
La mise en service complète de la ligne est espérée pour 2028, avec un prolongement de Saint-Germain-en-Laye à Achères.

## Projets de lignes étudiés ou abandonnés

### Tramway des gares
Ce projet, porté par des élus locaux écologistes parisiens mais non validé par le STIF, vise à relier les six grandes gares parisiennes et notamment à remplacer la ligne 91 du réseau de bus RATP et à relier entre elles la gare Montparnasse et la gare de Lyon. Il consiste à relier les six gares principales de Paris par le biais d'un tracé circulaire, empruntant de grands axes de circulation en desservant, entre autres, l'École Militaire (7e), Franklin D. Roosevelt (8e), la gare Saint-Lazare, la gare du Nord (10e) via Trinité - d'Estienne d'Orves et Poissonnière, la gare de l'Est, la gare de Lyon (12e) via République et Bastille, la gare d'Austerlitz et à nouveau la gare Montparnasse via Les Gobelins et Port-Royal. Selon l'étude de la RATP réalisée en 2005 à la demande de la municipalité, il pourrait transporter près de 250 000 voyageurs par jour, pour un coût de réalisation estimé alors entre 500 et 550 millions d'euros. Selon cette même étude, la ligne circulaire proposerait quarante-trois stations sur son tracé dont vingt-neuf d'entre elles offriraient une correspondance avec une station de métro ou une gare RER.
En 2008, le projet du « tramway des Gares » est porté par Denis Baupin, membre du parti politique écologiste alors nommé Les Verts, durant la campagne de l'élection municipale de 2008 à Paris. Le 29 avril 2013, Bernard Jomier, adjoint écologiste au maire du 19e arrondissement, relance le projet de liaison par tramway entre les six gares parisiennes.
Le projet est repris par Anne Hidalgo, quoique vaguement, dans son projet municipal lors de la campagne municipale de 2014.

### Tramway de la rive droite
Anne Hidalgo émet, en 2014, l'hypothèse de réaliser une ligne de tramway à travers Paris, sur la rive droite de la Seine, reliant le pont de Saint-Cloud à Maisons-Alfort, relayant en ce sens une proposition du candidat EELV Christophe Najdovski.
En mai 2016, Le Journal du dimanche dévoile que la proposition, surnommée « ligne olympique », est reprise et précisée dans le cadre de la candidature de Paris aux Jeux olympiques d'été de 2024, autour d'une ligne reliant la future station de métro Issy RER ou la station actuelle Pont de Sèvres à l'ouest, à la future station des Ardoines à l'est.

### Tramway Meudon - Boulogne - Saint-Cloud
Le tramway Meudon - Boulogne - Saint-Cloud était un projet de ligne reliant Meudon à Boulogne-Billancourt, en vue notamment d'une meilleure desserte des anciennes zones en requalification des usines Renault, ainsi qu'à Saint-Cloud, en correspondance avec les lignes T2, M9 et M10 ; sa réalisation était projetée à l'horizon 2013, mais la ligne n'a fait l'objet d'aucune enquête publique et a été finalement abandonnée en 2009, pour des raisons budgétaires.

### Tram Express de la Petite Ceinture
En 2006, à l'occasion d'un débat public, le COPEF (Cercle ouest parisien d'études ferroviaires) a envisagé un tramway express reprenant en partie le tracé de la Petite Ceinture : « Nous estimons qu'un seul axe de desserte ne permet pas de répondre aux besoins différents (desserte fine de voisinage et desserte rapide de rocade) d'un secteur totalisant plusieurs centaines de milliers d'habitants et de nombreux équipements. La réalisation du Tramway des Maréchaux Sud devra être complétée par une desserte rapide sur la petite ceinture, par exemple sous la forme d'un tramway express. » Ce projet, bien que compromis par les lignes 3a et 3b du tramway, et dans une moindre mesure la ligne 2 du tramway est, aujourd'hui, encore soutenu par l'ASPCRF.
La partie du projet du COPEF incorporant les parties est et nord de la Petite Ceinture a été partiellement reprise par l'Atelier parisien d'urbanisme dans une étude publiée en août 2011. L'APUR et le COPEF ont envisagé dans leurs études respectives le prolongement de la ligne 8 du tramway en utilisant le segment est de la Petite Ceinture.
« Compte tenu du tracé, en partie assez éloigné des boulevards des Maréchaux et du type de desserte, la Petite Ceinture rive droite ne peut pas être une alternative à l'extension du T3 Est (actuel T3b). C'est un autre axe de desserte, complémentaire au T3 Est et susceptible d'accueillir une partie de ses utilisateurs, et ainsi d'en éviter la saturation prévisible à moyen terme (qui nécessiterait un allongement des rames et donc des quais). » Outre de nouvelles correspondances et le fait de servir d'une plus rapide alternative aux tramways T3a, T3b et dans une moindre mesure le tramway T2, ce projet présenterait l'avantage de desservir des quartiers mal connectés au réseau de transport en commun. Il présente toutefois deux inconvénients principaux : une partie notable de son tracé se situe en tunnel profond, ce qui génère d'importantes contraintes, et les ouvrages (voies, soubassements, viaducs, tunnels) sont anciens, délaissés depuis longtemps et devront être remis en état, voire totalement remplacés.